# Chrząszcze Portugalii
Chrząszcze Portugalii, koleopterofauna Portugalii – ogół taksonów owadów z rzędu chrząszczy (Colepotera), których występowanie stwierdzono na terenie Portugalii.
lista nie jest kompletna

## Chrząszcze wielożerne(Polyphaga)

### Acanthocnemidae
W Portugalii stwierdzono m.in.:
- Acanthocnemus nigricans

### Aderidae
W Portugalii stwierdzono m.in.:
- Aderus populneus
- Anidorus sanguinolentus
- Cobososia pallescens
- Otolelus neglectus
- Otolelus pruinosus subsp. pruinosus

### Balinkowate(Scydmaenidae)
W Portugalii stwierdzono m.in.:

- Cephennium atomarium
- Cephennium australe
- Cephennium delicatum
- Cephennium mycetaeoides
- Euconnus alcides
- Euconnus algarvensis
- Euconnus atlanticus
- Euconnus azoricus
- Euconnus distinguendus
- Euconnus duboisi subsp. eksilis
- Euconnus estrellanus
- Euconnus fageli
- Euconnus galaecianus
- Euconnus haematodes
- Euconnus heydeni
- Euconnus inflatissimus
- Euconnus laticeps
- Euconnus parvus
- Euconnus pragensis subsp. maderae
- Euconnus unicus subsp. lindbergi
- Eutheia schaumi
- Nevraphesalgarvensis
- Nevraphes korbi
- Nevraphes solitarius
- Palaeostigus palpalis
- Palaeostigus prolongatus
- Scydmaenus conspicuus
- Scydmoraphes monchiquensis
- Scydmoraphes oedicerus
- Scydmoraphes parilis
- Stenichnus algarvensis
- Stenichnus angustatus
- Stenichnus angustior
- Stenichnus guardanus subsp. mesmini subsp. guardanus
- Stenichnus tythonus

### Bęblikowate(Malachiidae)
W Portugalii stwierdzono m.in.:

- Anthomalachius spinosus
- Attalus amictus
- Attalus analis
- Attalus anticus
- Attalus jocosus
- Attalus limbatus
- Attalus lusitanicus
- Attalus maderensis
- Attalus minimus
- Attalus oceanicus
- Attalus remanei
- Attalus rosenhaueri subsp. rosenhaueri
- Attalus rostratus
- Attalus rugosus
- Attalus varitarsis
- Axinotarsus marginalis
- Axinotarsus nigritarsis
- Axinotarsus pulicarius
- Axinotarsus ruficollis
- Axinotarsus varius subsp. varius
- Charopus pallipes
- Charopus rotundatus
- Clanoptilus abdominalis
- Clanoptilus elegans
- Clanoptilus marginellus
- Colotes javeti
- Colotes maculatus
- Colotes punctatus
- Cordylepherus oberthuerii
- Cyrtosus cyanipennis
- Cyrtosus flavilabris
- Ebaeus collaris
- Ebaeus glabricollis
- Ebaeus thoracicus
- Hypebaeus albifrons
- Hypebaeus brisouti
- Hypebaeus pius
- Ifnidius atlanticus
- bęblik strojny (Malachius aeneus)
- Malachius lusitanicus
- Microlipus lethierryi
- Troglops brevis
- Troglops capitatus
- Troglops marginatus
- Troglops punctulatus

### Biedronkowate(Coccinellidae)
W Portugalii stwierdzono m.in.:

- biedronka dwukropka (Adalia bipunctata) spp. bipunctata spp. revelierei
- biedronka dziesięciokropka (Adalia decempunctata)
- Adalia testudinea
- biedronka oczatka (Anatis ocellata)
- trzcinówka (Anisosticta novemdecimpunctata)
- gielas czternastoplamek (Calvia quatuordecimguttata)
- Ceratomegilla undecimnotata
- okrajka dwuplamka (Chilocorus bipustulatus)
- Clitostethus arcuatus
- mnożyca rdzawa (Coccidula rufa)
- Coccinella genistae
- Coccinella  miranda
- biedronka siedmiokropka (Coccinella septempunctata) subsp. septempunctata
- Coccinella undecimpunctata subsp. undecimpunctata
- biedroneczka łąkowa (Coccinula quatuordecimpustulata)
- Coccinula sinuatomarginata
- Coelopterus salinus
- Diomus rubidus
- Exochomus nigripennis
- gałecznik czteroplamek (Exochomus quadripustulatus)
- pokropka wysączka (Halyzia sedecimguttata)
- Henosepilachna angusticollis
- Henosepilachna argus
- Henosepilachna elaterii subsp. elaterii
- biedronka wieloplamka (Hippodamia variegata)
- Hyperaspis chevrolati
- podbierka czerwcówka[6] (Hyperaspis concolor)
- Hyperaspis duvergeri
- Hyperaspis illecebrosa
- Hyperaspis reppensis
- Iberorhyzobius rondensis
- Madeirodula atlantica
- mirra sosnówka[6] (Myrrha octodecimguttata)
- biedronka bledniczka (Myzia oblongoguttata)
- Novius cruentatus
- Nephus  bisignatus subsp. bisignatus
- Nephus conjunctus
- Nephus flavopictus
- Nephus hiekei
- Nephus peyerimhoffi
- Nephus pooti
- Nephus quadrimaculatus
- Nephus reunioni
- Nephus schatzmayri
- Nephus ulbrichi
- biedronka wrzeciążeczka (Oenopia conglobata) subsp. conglobata
- Oenopia doublieri
- Oenopia lyncea subsp. lyncea
- Pharoscymnus decemplagiatus
- rozszerka broszkówka[6] (Platynaspis luteorubra)
- wrzeciążka (Propylea quatuordecimpunctata)
- biedronka mączniakówka (Psyllobora vigintiduopunctata)
- Rhyzobius chrysomeloides
- Rhyzobius litura
- Rhyzobius lophanthae
- Rodolia cardinalis
- Scymniscus fuerschi
- Scymniscus helgae
- skulik świerkowiec (Scymnus abietis)
- Scymnus apetzi
- Scymnus ater
- skulik dębownik[6] (Scymnus auritus)
- Scymnus bivulnerus
- Scymnus epistemoides
- skulik łąkowiec (Scymnus frontalis)
- skulik omszony[6] (Scymnus haemorrhoidalis)
- Scymnus interruptus
- Scymnus laetificus
- Scymnus limbatus subsp. limbatus
- Scymnus limnichoides
- Scymnus nubilus
- Scymnus  marinus
- Scymnus rubromaculatus
- Scymnus rufipes subsp. rufipes
- Scymnus schmidti
- Scymnus subvillosus
- skulik sosnowiec[6] (Scymnus suturalis)
- dołęga (Sospita vigintiguttata)
- Stethorus gilvifrons
- skulik przędziorkowiec (Stethorus pusillus)
- Stethorus wollastoni
- owełnica lucernianka (Subcoccinella vigintiquatuorpunctata)
- Tetrabrachys cordatus
- biedronka dwunastokropka (Vibidia duodecimguttata)

### Biphyllidae
W Portugalii stwierdzono m.in.:
- Biphyllus lunatus

### Bogatkowate(Buprestidae)
W Portugalii stwierdzono m.in.:

- Acmaeodera bipunctata subsp. bipunctata
- Acmaeodera crinita subsp. maroccana
- Acmaeodera cylindrica
- Acmaeodera degener subsp. quattuordecimpunctata
- Acmaeodera nigellata
- Acmaeodera pulchra
- Acmaeodera rubromaculata subsp. malacensis
- Acmaeoderella adspersula subsp. adspersula
- Acmaeoderella coarctata subsp. coarctata
- Acmaeoderella lanuginosa subsp. lanuginosa
- Acmaeoderella flavofasciata subsp. flavofasciata
- Acmaeoderella moroderi
- Acmaeoderella rufomarginata
- Acmaeoderella virgulata
- opiętek zwężony (Agrilus angustulus)
- opiętek dwuplamy (Agrilus biguttatus)
- Agrilus cinctus
- opiętek malinowiec (Agrilus cuprescens) subsp. cuprescens
- opiętek niebieskawy[6] (Agrilus cyanescens)
- opiętek winoroślowiec[6] (Agrilus derasofasciatus)
- Agrilus elegans subsp. elegans
- Agrilus graminis
- Agrilus hastulifer
- Agrilus hyperici
- Agrilus laticornis
- Agrilus solieri
- Agrilus uhagoni
- Agrilus viridicaerulans subsp. rubi
- opiętek zielony (Agrilus viridis)
- Anthaxia anatolica subsp. ferulae
- Anthaxia confusa subsp. confusa
- Anthaxia cyanescens subsp. bedeli subsp. cyanescens
- Anthaxia dimidiata
- Anthaxia funerula subsp. funerula
- Anthaxia hypomelaena
- Anthaxia hungarica subsp. hungarica
- Anthaxia godeti
- Anthaxia ignipennis
- Anthaxia impunctata
- Anthaxia lusitanica
- kwietniczek wiązowiec (Anthaxia manca)
- Anthaxia mendizabali
- Anthaxia millefolii subsp. polychloros
- Anthaxia nigritula subsp. nigritula
- kwietniczek dwojaczek (Anthaxia nitidula) subsp. nitidula
- Anthaxia parallela subsp. parallela
- kwietniczek podolski[6] (Anthaxia podolica)
- Anthaxia rugicollis subsp. rugicollis
- Anthaxia scutellaris subsp. scutellaris
- Anthaxia sepulchralis subsp. sepulchralis
- Anthaxia thalassophila subsp. iberica
- Anthaxia umbellatarum subsp. umbellatarum
- Aphanisticus angustatus
- Aphanisticus distinctus
- Aphanisticus elongatus subsp. elongatus
- Aphanisticus emarginatus
- Aphanisticus pusillus
- Aphanisticus pygmaeus
- bogatek spiżowy[6] (Buprestis haemorrhoidalis) subsp. haemorrhoidalis
- bogatek dziewięcioplamkowy[6] (Buprestis novemmaculata) subsp. novemmaculata
- Capnodis tenebricosa
- Capnodis tenebrionis
- miedziak sosnowiec (Chalcophora mariana) subsp. massiliensis
- zrąbień dębowiec (Chrysobothris affinis) subsp. affinis
- Chrysobothris dorsata
- Chrysobothris solieri
- Coraebus elatus
- Coraebus florentinus
- Coraebus rubi
- Coraebus undatus
- Cyphosoma lausoniae subsp. lausoniae
- Dicerca aenea subsp. aenea
- poraj olchowiec (Dicerca alni)
- Eurythyrea micans
- Eurythyrea quercus
- Habroloma geranii
- Habroloma triangulare
- Julodis onopordi subsp. fidelissima
- Melanophila acuminata
- Melanophila cuspidata
- Meliboeus aeratus
- Meliboeus amethystinus subsp. amethystinus
- Meliboeus fulgidicollis
- Meliboeus gibbicollis subsp. gibbicollis
- Meliboeus santolinae
- Ovalisia festiva
- Perotis unicolor subsp. unicolor
- przypłaszczek granatek (Phaenops cyanea) subsp. cyanea
- Poecilonota variolosa subsp. variolosa
- Ptosima undecimmaculata
- Sphenoptera antiqua subsp. antiqua
- Sphenoptera barbarica
- Sphenoptera gemmata subsp. gemmata
- Sphenoptera impressifrons
- Sphenoptera parvula
- Sphenoptera rauca
- Trachypteris picta subsp. decostigma
- pozornik poziomkowiec[6] (Trachys fragariae)
- pozornik malutki (Trachys minutus) subsp. minutus
- Trachys pumilus
- Trachys reflexus
- pozornik ślazowiec[6] (Trachys troglodytiformis)

### Brachyceridae
W Portugalii stwierdzono m.in.:
- Brachycerus barbarus
- Brachycerus callosus

### Brentidae
W Portugalii stwierdzono m.in.:
- Amorphocephala coronata

### Cerylonidae
W Portugalii stwierdzono m.in.:
- Euxestus erithacus wątpliwy
- Euxestus parkii
- Ploeosoma ellipticum

### Clambidae
W Portugalii stwierdzono m.in.:
- Calyptomerus dubius

### Corylophidae
W Portugalii stwierdzono m.in.:
- Arthrolips convexiuscula
- Arthrolips humilis
- Arthrolips picea
- Clypastrea maderae
- Corylophus tectiformis
- Microstagetus parvulus
- Orthoperus aequalis
- Orthoperus atomarius
- Orthoperus atomus
- Sericoderus lateralis

### Cybocephalidae
W Portugalii stwierdzono m.in.:
- Cybocephalus diadematus
- Cybocephalus heydeni
- Cybocephalus rufifrons subsp. rufifrons
- Cybocephalus sphaerula

### Czarnuchowate(Tenebrionidae)
W Portugalii stwierdzono m.in.:

- pleśniakowiec lśniący (Alphitobius diaperinus)
- Alphitobius laevigatus
- Belopus elongatus subsp. elongatus
- Blaps gigas
- Blaps lethifera
- Boromorphus maderae
- Boromorphus tagenioides
- Cnemeplatia laticeps
- Cossyphus hoffmannseggi
- Cossyphus moniliferus subsp. moniliferus
- Eledona agricola
- Ellipsodes glabrata subsp. glabrata subsp. oblongior
- rogatek spichrzowy (Gnathocerus cornutus)
- Gnathocerus maxillosus
- Gonocephalum dilatatum
- Gonocephalum rusticum
- Hadrus alpinus
- Hadrus carbonarius subsp. carbonarius subsp. paivai subsp. sousai
- Hadrus illotus
- Hegeter latebricola
- Hegeter tristis
- Macrostethus tuberculatus
- Nesotes arboricola
- Nesotes asper subsp. obliteratus
- Nesotes azorica
- Nesotes cinnamomea
- Nesotes conferta subsp. colasi subsp. conferta
- Nesotes congregata
- Nesotes futilis
- Nesotes gagatina
- Nesotes graniger
- Nesotes infernus subsp. infernus subsp. wollastoni
- Nesotes leacociana
- Nesotes lucifuga
- Nesotes monodi
- Nesotes portosanctana
- Nesotes subdepressa
- Oochrotus unicolor subsp. lusitanicus
- Paivaea hispida
- otrębowiec ślepawy (Palorus ratzeburgi)
- Palorus subdepressus
- Phaleria atlantica
- Phaleria bimaculata
- Phaleria cadaverina subsp. cadaverina
- Phaleria ciliata
- Phtora fossoria
- Sitophagus hololeptoides
- Sepidium bidentatum
- Sepidium elongatum
- Sepidium lusitanicum
- mącznik młynarek (Tenebrio molitor)
- Tenebrio obscurus
- Trachyscelis aphodioides subsp. aphodioides
- trojszyk gryzący (Tribolium castaneum)
- trojszyk ulec (Tribolium confusum)
- Tribolium ferrugineum
- Xanthomus pallidus

### Czerwikowate(Ciidae)
W Portugalii stwierdzono m.in.:
- Atlantocis gillerforsi
- Atlantocis lauri
- Cis fuscipes
- Cis puncticollis
- Cis setiger
- Cis wollastoni
- Octotemnus opacus
- Strigocis bicornis wątpliwy
- Sulcacis affinis

### Dasytidae
W Portugalii stwierdzono m.in.:

- Aplocnemus albipilis
- Aplocnemus andalusicus
- Aplocnemus aubei
- Aplocnemus brevis
- Aplocnemus consobrinus
- Aplocnemus impressus
- Aplocnemus limbipennis
- Aplocnemus rugulosus
- Danacea atripes
- Danacea barrosi
- Danacea correabarrosi
- Danacea lusitana
- Danacea neglecta
- Dasytes aeratus
- Dasytes nigroaeneus
- Dasytes nigropunctatus
- Dasytes oculatus
- Dasytes terminalis
- Enicopus andradei
- Enicopus hoplotarsus
- Enicopus paulinoi
- Enicopus perezi
- Enicopus rugosicollis
- Enicopus spiniger
- Graellsinus barrosi
- Graellsinus brachialis
- Graellsinus praticola
- Mauroania bourgeoisi
- Psilothrix illustris
- Psilothrix viridicoerulea

### Drwionkowate(Lymexylidae)
W Portugalii stwierdzono m.in.:
- drwionek okrętowiec (Lymexylon navale)

### Dryophthorinae
W Portugalii stwierdzono m.in.:
- Cosmopolites sordidus
- wołek kukurydzowy (Sitophilus zeamais)

### Dzierożnicowate(Dryopidae)
W Portugalii stwierdzono m.in.:
- Dryops algiricus
- Dryops doderoi
- Dryops gracilis
- Dryops luridus
- Dryops lutulentus
- Dryops rufipes
- Dryops similaris
- Dryops striatellus
- Dryops sulcipennis
- Dryops subincanus
- Dryops viennensis
- Pomatinus substriatus

### Eucinetidae
W Portugalii stwierdzono m.in.:
- Nycteus meridionalis

### Gietellidae
W Portugalii stwierdzono m.in.:
- Gietella faialensis

### Gnilikowate(Histeridae)
W Portugalii stwierdzono m.in.:

- Abraeus granulum
- Abraeus perpusillus
- Acritus homoeopathicus
- Acritus minutus
- Acritus nigricornis
- Atholus bimaculatus
- Atholus corvinus
- Atholus duodecimstriatus subsp. duodecimstriatus
- Atholus paganettii
- Atholus praetermissus
- Bacanius rombophorus
- Carcinops pumilio
- Chaetabraeus globulus
- Chalcionellus aemulus
- Chalcionellus amoenus
- Chalcionellus decemstriatus subsp. decemstriatus
- Chalcionellus ibericus
- Chalcionellus prolixus
- Cylister elongatus
- Cylister filiformis
- Dendrophilus punctatus subsp. punctatus
- Dendrophilus pygmaeus
- Eblisia minor wątpliwy
- Eretmotus tangerianus
- Eubrachium hispidulum
- Gnathoncus buyssoni
- Gnathoncus communis
- Gnathoncus nannetensis
- Gnathoncus rotundatus
- czworoboczek (Haeterius ferrugineus) wątpliwy
- Halacritus punctum subsp. punctum
- Hister bipunctatus
- Hister bissexstriatus
- Hister capsirensis
- Hister funestus
- Hister grandicollis
- Hister helluo
- gnilik czerwonoplamy (Hister illigeri)
- Hister moerens
- gnilik czteroplamy (Hister quadrimaculatus)
- Hister quadrinotatus
- Hister thoracicus
- gnilik jednobarwny (Hister unicolor)
- skrócik (Hololepta plana)
- Hypocacculus ascendens
- Hypocacculus biskrensis
- Hypocacculus elongatulus subsp. elongatulus
- Hypocacculus metallescens
- Hypocacculus praecox
- Hypocacculus puncticollis
- Hypocacculus rubripes
- Hypocacculus spretulus
- Hypocaccus brasiliensis
- Hypocaccus dimidiatus subsp. dimidiatus subsp. maritimus
- Hypocaccus erosus
- Hypocaccus metallicus
- Hypocaccus rugiceps
- Hypocaccus rugifrons
- Kissister minimus
- Margarinotus binotatus
- Margarinotus bipustulatus
- gnilik czarny (Margarinotus brunneus)
- Margarinotus carbonarius subsp. carbonarius
- Margarinotus ignobilis
- Margarinotus integer
- Margarinotus marginatus
- Margarinotus merdarius
- Margarinotus neglectus
- Margarinotus obscurus
- Margarinotus purpurascens
- Margarinotus ruficornis
- Margarinotus scaber
- Margarinotus striola subsp. succicola
- Margarinotus terricola
- Margarinotus ventralis
- Merohister ariasi
- Myrmetes paykulli
- Onthophilus globulosus
- Onthophilus striatus subsp. striatus
- Pachylister inaequalis
- Pactolinus major
- Paromalus flavicornis
- Paromalus luderti
- Paromalus parallelepipedus
- Platylomalus complanatus
- Platylomalus gardineri wątpliwy
- pełcik (Platysoma compressum)
- Plegaderus caesus
- Plegaderus otti
- Plegaderus sanatus subsp. sanatus
- Plegaderus saucius subsp. saucius
- Plegaderus vulneratus
- Pleuroleptus rothi
- Saprinus acuminatus
- Saprinus aegialius
- Saprinus aeneus
- Saprinus algericus
- Saprinus caerulescens
- Saprinus calatravensis
- Saprinus chalcites
- Saprinus cruciatus
- Saprinus detersus
- Saprinus godet
- Saprinus figuratus
- Saprinus furvus
- Saprinus georgicus
- Saprinus immundus
- Saprinus lautus
- Saprinus lugens
- Saprinus maculatus
- Saprinus melas
- Saprinus niger
- Saprinus pharao
- Saprinus  planiusculus
- Saprinus politus subsp. politus
- pruśnica pospolita[6] (Saprinus semistriatus)
- Saprinus tenuistrius subsp. sparsutus
- Saprinus virescens
- Sternocoelis hispanus
- Teretrius fabricii
- Teretrius parasita
- Teretrius poneli
- Tribalus minimus
- Tribalus scaphidiformis
- Xenonychus tridens

### Gnojarzowate(Geotrupidae)
W Portugalii stwierdzono m.in.:
- żuk leśny (Anoplotrupes stercorosus)
- Bolbelasmus bocchus subsp. bocchus
- Bolbelasmus gallicus
- Bolboceras armiger
- Ceratophyus hoffmannseggi
- Geotrupes ibericus
- żuk zmienny (Geotrupes mutator)
- Geotrupes puncticollis
- żuk gnojowy (Geotrupes stercorarius)
- Jekelius chalconotus
- Jekelius hispanus
- Jekelius nitidus
- Sericotrupes niger
- Silphotrupes escorialensis subsp. opaculus
- Silphotrupes punctatissimus
- Thorectes lusitanicus
- Typhaeus momus
- żuk wiosenny (Trypocopris vernalis) subsp. vernalis
- bycznik (Typhaeus typhoeus)

### Goleńczykowate(Eucnemidae)
W Portugalii stwierdzono m.in.:
- gwozdnik bogatkowaty[6] (Melasis buprestoides)

### Grzybinkowate(Leiodidae)
W Portugalii stwierdzono m.in.:
- Agathidium escorialense
- Agathidium laevigatum subsp. laevigatum
- Catopidius murrayi
- Catopsimorphus marqueti
- Catopsimorphus rougeti
- Catops fuliginosus
- Catops fuscus subsp. fuscus
- Catops velhocabralis
- Choleva jeanneli
- Colenis bonnairei
- Leiodes nigrita
- Nargus bicolor
- Nargus vandeli
- Nargus velox subsp. velox
- Omosita colon
- Ptomaphagus tenuicornis subsp. tenuicornis
- Speonemadus angusticollis subsp. angusticollis
- Speonemadus orchesoides
- Speonemadus transversostriatus
- Speonemadus vandalitiae
- Stereus cercyonides

### Gwozdnikowate(Zopheridae)
W Portugalii stwierdzono m.in.:

- Aulonium ruficorne
- odrzewek[6] (Bitoma crenata)
- Endophloeus marcovichianus
- Helioctamenus bedeli
- Helioctamenus gineri
- Helioctamenus lusitanicus
- Langelandia anophtalma
- Orthocerus crassicornis
- Prosteca aspera
- Pycnomerus terebrans
- Synchita undata
- Synchita variegata
- Tarphius angusticollis
- Tarphius angustulus
- Tarphius azoricus
- Tarphius brevicollis
- Tarphius cicatricosus
- Tarphius compactus
- Tarphius depressus
- Tarphius echinatus
- Tarphius explicatus
- Tarphius formosus
- Tarphius inornatus
- Tarphius kiesenwetteri
- Tarphius lauri
- Tarphius lowei
- Tarphius lutulentus
- Tarphius nodosus
- Tarphius parallelus
- Tarphius pomboi
- Tarphius rotundatus
- Tarphius rufonodulosus
- Tarphius rugosus
- Tarphius sculptipennis
- Tarphius serranoi
- Tarphius sylvicola
- Tarphius testudinalis
- Tarphius tornvalli
- Tarphius truncatus
- Tarphius wollastoni
- Tarphius zerchei

### Hybosoridae
W Portugalii stwierdzono m.in.:
- Hybosorus illigeri

### Hydraenidae
W Portugalii stwierdzono m.in.:

- Aulacochthebius exaratus
- Hydraena barrosi
- Hydraena bisulcata
- Hydraena brachymera
- Hydraena cordata
- Hydraena corinna
- Hydraena corrugis
- Hydraena exarata
- Hydraena exasperata
- Hydraena hispanica
- Hydraena iberica
- Hydraena inapicipalpis
- Hydraena lusitana
- Hydraena minutissima
- Hydraena rugosa
- Hydraena sharpi
- Hydraena stussineri
- Hydraena testacea
- Hydraena unca
- Hydraena zezerensis
- Limnebius furcatus
- Limnebius gerhardti
- Limnebius grandicollis
- Limnebius evanescens
- Limnebius extraneus
- Limnebius ibericus
- Limnebius lusitanus
- Limnebius maurus
- Limnebius montanus
- Limnebius papposus
- Limnebius truncatellus
- Ochthebius aeneus
- Ochthebius algicola
- Ochthebius bifoveolatus
- Ochthebius corrugatus
- Ochthebius rugulosus
- Ochthebius dilatatus
- Ochthebius freyi
- Ochthebius gayosoi
- Ochthebius heeri
- Ochthebius heydeni
- Ochthebius lejolisii
- Ochthebius nanus
- Ochthebius notabilis
- Ochthebius poweri
- Ochthebius punctatus
- Ochthebius quadrifoveolatus
- Ochthebius rugulosus
- Ochthebius subpictus subsp. subpictus
- Ochthebius viridis

### Jacobsoniidae
W Portugalii stwierdzono m.in.:
- Derolathrus parvulus

### Jelonkowate(Lucanidae)
W Portugalii stwierdzono m.in.:
- Ciołek matowy[6] (Dorcus parallelipipedus)
- Lucanus barbarossa
- jelonek rogacz (Lucanus cervus) subsp. cervus
- Platycerus spinifer

### Kałużnicowate(Hydrophilidae)
W Portugalii stwierdzono m.in.:

- Anacaena bipustulata
- Anacaena conglobata
- Anacaena globulus
- Anacaena limbata
- Anacaena lutescens
- Anacaena marchantiae
- Berosus affinis
- Berosus hispanicus
- Berosus signaticollis
- Cercyon depressus
- Cercyon haemorrhoidalis
- Cercyon inquinatus
- Cercyon lateralis
- Cercyon littoralis
- Cercyon nigriceps
- Cercyon obsoletus
- Cercyon quisquilius
- Cercyon terminatus
- Cercyon tristis
- wagisz zmiennoplamik[6] (Cercyon unipunctatus)
- wagisz nadrzeczny[6] (Cercyon ustulatus)
- Chaetarthria seminulum subsp. seminulum
- Coelostoma hispanicum
- Coelostoma orbiculare
- Cymbiodyta marginella
- Dactylosternum abdominale
- Enochrus bicolor
- Enochrus fuscipennis
- Enochrus hispanicus
- wodolubek żółty[6] (Enochrus melanocephalus)
- Enochrus morenae
- Enochrus natalensis
- Enochrus nigritus
- Enochrus ochropterus
- Enochrus politus
- Enochrus segmentinotatus
- Georissus costatus
- Georissus crenulatus
- Helochares lividus
- Helochares punctatus
- Helophorus alternans
- Helophorus aquaticus
- Helophorus asturiensis
- Helophorus flavipes
- Helophorus fulgidicollis
- Helophorus glacialis
- Helophorus granularis
- Helophorus gratus
- Helophorus griseus
- Helophorus jocoteroi
- Helophorus nubilus
- Helophorus obscurus
- Helophorus porculus
- Helophorus rufipes
- Helophorus schmidti
- Helophorus seidlitzii
- Hydrobius convexus
- wywłoka rdzawonoga[6] (Hydrobius fuscipes)
- Hydrochus aljibensis
- Hydrochus angustatus subsp. angustatus
- Hydrochus flavipennis
- Hydrochus interruptus
- Hydrochus nitidicollis
- Hydrochus smaragdineus
- Hydrophilus pistaceus
- Laccobius atratus
- Laccobius atricolor
- Laccobius femoralis subsp. mulsanti
- Laccobius gracilis subsp. gracilis
- Laccobius neapolitanus
- Laccobius obscuratus subsp. obscuratus
- Laccobius revelieri
- Laccobius sinuatus subsp. sinuatus
- Laccobius striatulus
- Laccobius ytenensis
- Limnoxenus niger wątpliwy
- Limnoxenus olmoi
- Megasternum concinnum
- Oosternum sharpi
- Paracymus aeneus
- Paracymus scutellaris
- Sphaeridium bipustulatum
- gomolatka żukowata[6] (Sphaeridium scarabaeoides)

### Kapturnikowate(Bostrichidae)
W Portugalii stwierdzono m.in.:
- kapturnik kapucynek (Bostrichus capucinus)
- Enneadesmus trispinosus subsp. trispinosus
- Lichenophanes numida
- Lichenophanes varius
- Lyctus brunneus
- Lyctus planicollis
- miazgowiec[6] (Lyctus pubescens)
- Schistoceros bimaculatus
- Scobicia chevrieri
- Scobicia barbata
- Scobicia pustulata
- Sinoxylon sexdentatum
- Xylopertha praeusta
- Xylopertha retusa
- Xyloperthella picea

### Karmazynkowate(Lycidae)
W Portugalii stwierdzono m.in.:
- Benibotarus alternatus
- Lygistopterus sanguineus

### Kateretidae
W Portugalii stwierdzono m.in.:
- Brachypterolus antirrhini
- Brachypterolus cinereus
- Brachypterolus longulus
- Brachypterolus pulicarius
- Brachypterolus vestitus
- Brachypterus glaber
- Brachypterus labiatus
- Kateretes pedicularius
- Kateretes rufilabris

### Kobielatkowate(Anthribidae)
W Portugalii stwierdzono m.in.:
- Anthribus fasciatus
- krótkostopek miechunowy (Anthribus nebulosus)
- Bruchela albida
- Bruchela cana
- Bruchela flavescens
- Bruchela pygmaea
- Enedreytes sepicola
- Trigonorhinus zeae
- otynczak białonosy (Tropideres albirostris)
- Xenorchestes saltitans

### Kołatkowate(Anobiidae)
W Portugalii stwierdzono m.in.:

- Anobium hederae
- kołatek domowy (Anobium punctatum)
- Calymmaderus oblongus
- Calymmaderus solidus
- Dorcatoma substriata
- Dryophilus densipilis
- Dryophilus pusillus
- Epauloecus unicolor
- Ernobius gigas
- Ernobius lucidus
- Ernobius mollis subsp. mollis
- Ernobius parens
- Ernobius rufus
- Gastrallus corsicus
- Gastrallus laevigatus
- Gibbium psylloides
- Hemicoelus costatus
- Lasioderma baudii
- Lasioderma bubalus subsp. bubalus
- Lasioderma haemorrhoidale
- Lasioderma laeve
- Lasioderma redtenbacheri subsp. redtenbacher]
- Lasioderma serricorne
- Mezium affine
- Mezium americanum
- Mezium sulcatum
- Mesocoelopus collaris
- Mesocoelopus niger
- Microbregma emarginatum wątpliwy
- Nicobium castaneum
- Nicobium villosum
- Niptodes carbonarius
- Niptodes globulus
- Niptodes lusitanus
- Niptodes minimus
- przetycz wypuklak[6] (Niptus hololeucus)
- Ochina ptinoides
- Oligomerus ptilinoides
- Ozognathus cornutus
- Priobium carpini
- zamierek szarawy (Ptinomorphus imperialis)
- Ptilinus cylindripennis
- wyschlik grzebykorożny[6] (Ptilinus pectinicornis)
- Ptinus auberti
- Ptinus barrosi
- Ptinus bidens
- Ptinus dubius
- pustosz kradnik (Ptinus fur)
- Ptinus hirticornis
- Ptinus latro
- Ptinus lichenum
- Ptinus obesus
- Ptinus palliatus
- Ptinus pilosus
- Ptinus podolicus
- Ptinus pusillus
- Ptinus pyrenaeus
- Ptinus sexpunctatus
- Ptinus spitzyi
- Ptinus tectus
- Ptinus timidus
- Ptinus variegatus
- Sphaericus albopictus
- Sphaericus ambiguus
- Sphaericus ater
- Sphaericus dawsoni
- Sphaericus exiguus
- Sphaericus fragilis
- Sphaericus gibboides
- Sphaericus nigrescens
- Sphaericus nodulus
- Sphaericus orbatus
- Sphaericus pilula
- Sphaericus ptinoides
- Sphaericus velhocabrali
- Stagetus andalusiacus subsp. andalusiacus subsp. cribricollis
- Stagetus pellitus
- żywiak chlebowiec (Stegobium paniceum)
- tykotek rudowłos (Xestobium rufovillosum)
- Xyletinus bucephalus subsp. bucephalus
- Xyletinus laticollis
- Xyletinus sanguineocinctus

### Kózkowate(Cerambycidae)
W Portugalii stwierdzono m.in.:

#### Kózkowe[39](Cerambycinae)
- wonnica piżmówka (Aromia moschata) subsp. ambrosiaca subsp. moschata
- Blabinotus spinicollis
- kozioróg dębosz (Cerambyx cerdo) subsp. cerdo
- Cerambyx miles
- kozioróg bukowiec (Cerambyx scopolii)
- kozioróg długorogi Cerambyx welensii
- Certallum ebulinum
- Chlorophorus pilosus
- Chlorophorus ruficornis
- tryk kasztanowy (Chlorophorus sartor)
- Chlorophorus trifasciatus
- biegowiec osowaty (Clytus arietis)
- Clytus rhamni
- Crotchiella brachyptera
- sudliś żarnowcowy (Deilus fugax)
- wierzbówka mała (Gracilia minuta)
- Hesperophanes sericeus
- spuszczel pospolity (Hylotrupes bajulus)
- lucasianus levaillantii
- skrócik wierzbowy (Nathrius brevipennis)
- Penichroa fasciata
- Phoracantha semipunctata
- płaskowiak zmienny (Phymatodes testaceus)
- paśnik pałączasty (Plagionotus arcuatus)
- paśnik niszczyciel (Plagionotus detritus)
- ściga gałęziowa[6] (Poecilium alni) subsp. alni
- Purpuricenus ferrugineus
- purpurówka Kaehlera (Purpuricenus kaehleri)
- ściga purpurowa (Pyrrhidium sanguineum) wątpliwy
- Stenopterus ater
- Stenopterus mauritanicus
- skąpokrywka rdzawa (Stenopterus rufus) subsp. rufus
- Stromatium unicolor
- Trichoferus fasciculatus subsp. fasciculatus subsp. senex
- Trichoferus griseus
- Trichoferus holosericeus
- Trichoferus magnanii
- drzeworadek dębowy (Xylotrechus antilope)
- drzeworadek wzorzysty (Xylotrechus arvicola)
- drzeworadek topolowy (Xylotrechus rusticus)

#### Zgrzypikowe[39](Lamiinae)
- tycz cieśla (Acanthocinus aedilis)
- rogatek pstry (Aegomorphus clavipes) wątpliwy
- Agapanthia annularis
- Agapanthia asphodeli
- zgrzytnica ostowa (Agapanthia cardui)
- Agapanthia irrorata
- Agapanthia kirbyi
- Agapanthia suturalis
- zgrzytnica zielonawa (Agapanthia villosoviridescens)
- rypiak gałązkowiec (Anaesthetis testacea) wątpliwy
- rzemlik źdźbłowiec[6] (Calamobius filum)
- Deroplia troberti subsp. troberti
- Deucalion oceanicum
- Iberodorcadion brannani
- Iberodorcadion lusitanicum subsp. evorense subsp. lusitanicum
- Iberodorcadion mimomucidum
- Iberodorcadion seoanei subsp. kricheldorffi
- Iberodorcadion spinolae subsp. spinolae
- capoń mglisty (Leiopus nebulosus)
- średzinka plamista (Mesosa curculionoides)
- średzinka mglista (Mesosa nebulosa)
- żerdzianka sosnówka (Monochamus galloprovincialis) subsp. galloprovincialis
- dłużynka wilczomleczowa (Oberea erythrocephala)
- dłużynka leszczynówka (Oberea linearis)
- dłużynka dwukropkowa (Oberea oculata)
- Opsilia coerulescens subsp. coerulescens
- Opsilia molybdaena
- Paradeucalion desertarum
- Phytoecia caerulea
- zielarka marchwiowa (Phytoecia cylindrica)
- Phytoecia erythrocnema
- zielarka pasternakowa (Phytoecia icterica)
- Phytoecia malachitica
- zielarka krwawnikowa (Phytoecia pustulata)
- zielarka wrotyczówka (Phytoecia virgula)
- kozulka kosmatka (Pogonocherus hispidulus)
- kozulka kolcokrywka (Pogonocherus hispidus)
- rzemlik osikowiec (Saperda populnea)
- Taeniotes scalatus
- naśliwiec lilipucik (Tetrops praeustus)

#### Zmorsznikowe(Lepturinae)
- dąbrowiec samotnik (Akimerus schaefferi ) Wątpliwy
- rozpylak zwyczajny (Dinoptera collaris)
- kruszynka dębowa (Grammoptera abdominalis)
- kruszynka rdzawoczułka (Grammoptera ruficornis) subsp. ruficornis
- kruszynka złotawa (Grammoptera ustulata )
- zmorsznik bukowy (Leptura aurulenta)
- Nustera distigma
- zmorsznik złocisty (Paracorymbia fulva)
- Paracorymbia stragulata
- strangalia czereśniowa (Pedostrangalia revestita)
- zmorsznik mały (Pseudovadonia livida)
- rębacz dwupaskowy (Rhagium bifasciatum)
- rębacz pstry (Rhagium inquisitor)
- rębacz dębowiec (Rhagium  sycophanta)
- baldurek pstrokaty (Rutpela maculata)
- Stenurella approximans
- strangalia przepasana (Stenurella bifasciata)
- Stenurella hybridula
- strangalia czarniawa (Stenurella melanura)
- strangalia czarna (Stenurella nigra)
- Stictoleptura fontenayi
- zmorsznik czerwony (Stictoleptura rubra)
- zmorsznik czarny (Stictoleptura scutellata) subsp. scutellata
- Stictoleptura trisignata

#### Dylążowe[39](Prioninae)
- borodziej próchnik (Ergates faber) subsp. faber
- Prinobius myardi
- dyląż garbarz (Prionus coriarius)

#### Kłopotkowe[39](Spondylidinae)
- Alocerus moesiacus
- wykarczak ciemny (Arhopalus ferus)
- Arhopalus pinetorum
- wykarczak sosnowy (Arhopalus rusticus)
- Arhopalus syriacus
- Drymochares cylindraceus
- kruchniczka sosnowa (Nothorhina muricata)
- Oxypleurus nodieri
- kłopotek czarny (Spondylis buprestoides)

### Laemophloeidae
W Portugalii stwierdzono m.in.:
- Cryptolestes axillaris
- Cryptolestes azoricus
- Cryptolestes capensis
- Cryptolestes ferrugineus
- Cryptolestes pusillus
- Cryptolestes spartii
- Cryptolestes stenoides
- Cryptolestes turcicus
- Placonotus donacioides
- Placonotus granulatus
- Placonotus testaceus

### Languriidae
W Portugalii stwierdzono m.in.:
- Pharaxonotha kirschii
- Setariola sericea

### Limnichidae
W Portugalii stwierdzono m.in.:
- Limnichus aurosericeus
- Limnichus incanus
- Limnichus sericeus
- Pelochares versicolor

### Łyszczynkowate(Nitidulidae)
W Portugalii stwierdzono m.in.:

- Acanthogethes brevis
- Acanthogethes fuscus
- Acanthogethes lamii
- Acanthogethes reyi
- Afrogethes isoplexidis
- Afrogethes planiusculus
- Afrogethes tristis
- Amphotis marginata
- Amphotis martini
- Astylogethes substrigosus
- Boragogethes symphyti
- Brachypeplus mauli
- Brassicogethes aeneus
- Brassicogethes anthracinus
- Brassicogethes coracinus
- Brassicogethes erysimicola
- Brassicogethes fulvipes
- Brassicogethes viridescens
- Carpophilus bipustulatus
- Carpophilus dimidiatus
- Carpophilus fumatus
- Carpophilus hemipterus
- Carpophilus marginellus
- Carpophilus mutilatus
- Carpophilus nepos
- Carpophilus obsoletus
- Carpophilus pilosellus
- Carpophilus quadrisignatus
- Carpophilus sexpustulatus
- Carpophilus tersus
- Carpophilus zeaphilus
- Clypeogethes elongatus
- Cryptarcha strigata
- Epuraea aestiva
- Epuraea fuscicollis
- Epuraea guttata
- Epuraea marseuli
- Epuraea melanocephala
- Epuraea pallescens
- Epuraea unicolor
- Fabogethes brachialis
- Fabogethes nigrescens
- Fabogethes opacus
- Fabogethes varicollis
- Genistogethes bidentatus
- Genistogethes carinulatus
- Genistogethes erichsoni
- Genistogethes immundus
- Genistogethes punctatus
- urazek leśny (Glischrochilus hortensis)
- Glischrochilus quadriguttatus
- urazek czteroplamkowy (Glischrochilus quadripunctatus)
- Haptoncus luteolus
- Ipidia binotata
- Lamiogethes bidens
- Lamiogethes brunnicornis
- Lamiogethes difficilis
- Lamiogethes morosus
- Lamiogethes ochropus
- Lamiogethes pedicularius
- Meligethes atratus
- Meligethes flavimanus
- Meligethinus pallidulus
- łyszczynka dwupunktowa (Nitidula bipunctata)
- Nitidula carnaria
- Nitidula flavomaculata
- Nitidula rufipes
- Omosita colon
- Omosita discoidea
- Phenolia tibialis
- jadach podkorowiec (Pityophagus ferrugineus)
- Pityophagus laevior
- Pria dulcamarae
- Sagittogethes hoffmanni
- Sagittogethes incanus
- Sagittogethes maurus
- Sagittogethes minutus
- Sagittogethes obscurus
- Sagittogethes umbrosus
- Soronia grisea
- Soronia oblonga
- Stachygethes lederi
- Stachygethes nanus
- Stachygethes nigerrimus
- Stachygethes ruficornis
- Stachygethes villosus
- Thalycra emmanueli
- Thalycra fervida
- Thymogethes exilis
- Thymogethes grenieri
- Thymogethes nigritus
- Thymogethes normandi
- Thymogethes otini
- Urophorus humeralis
- Xenostrongylus deyrollei
- Xenostrongylus histrio
- Xenostrongylus truncatus
- Xerogethes brisouti
- Xerogethes rotundicollis

### Melyridae
W Portugalii stwierdzono m.in.:
- Melyrosoma abdominale
- Melyrosoma artemisiae
- Melyrosoma oceanicum

### Modzelatkowate(Trogidae)
W Portugalii stwierdzono m.in.:
- Trox cricetulus
- Trox fabricii
- Trox granulipennis
- Trox hispidus
- Trox leonardii
- Trox perlatus subsp. hispanicus subsp. perlatus
- Trox perrisii
- Trox sabulosus
- Trox scaber

### Nakwiatkowate(Anthicidae)
W Portugalii stwierdzono m.in.:

- Amblyderus scabricollis
- Anthelephila pedestris
- Anthicus angustatus
- Anthicus antherinus subsp. antherinus
- Anthicus biguttatus
- Anthicus brunneus
- Anthicus crinitus
- Anthicus fenestratus
- Anthicus fuscicornis
- Anthicus genei
- Anthicus hamicornis
- Anthicus laeviceps
- Anthicus lubbockii
- Anthicus luteicornis
- Anthicus niger
- Anthicus schmidtii
- Anthicus sellatus
- Anthicus tristis subsp. schaumii
- Aulacoderus maderae
- Clavicomus heydeni
- Cordicomus gracilior
- Cordicomus instabilis subsp. instabilis
- Cordicomus litoralis
- Cordicomus opaculus subsp. opaculus
- Cyclodinus bremei subsp. bremei
- Cyclodinus coniceps
- Cyclodinus constrictus
- Cyclodinus desbrochersi
- Cyclodinus humilis
- Cyclodinus minutus subsp. minutus
- Cyclodinus salinus subsp. salinus
- Endomia occipitalis
- Endomia tenuicollis subsp. tenuicollis
- Endomia unifasciata subsp. unifasciata
- Hirticomus hispidus
- Hirticomus quadriguttatus
- Leptaleus rodriguesi
- Liparoderus venator
- Mecynotarsus serricornis
- Microhoria aubei
- Microhoria barrosi
- Microhoria benigna
- Microhoria brisouti subsp. brisouti
- Microhoria curticollis
- Microhoria paykullii
- Microhoria plumbea subsp. plumbea
- Microhoria roseicollis
- Microhoria scrobicollis
- Microhoria terminata
- Microhoria villiersi
- Microhoria volxemi
- Notoxus brachycerus
- gliczyca jednorożec (Notoxus monoceros) subsp. monoceros
- Notoxus trifasciatus
- Omonadus bifasciatus
- Omonadus floralis
- Omonadus formicarius subsp. formicarius
- Stricticomus longicollis
- Stricticomus tobias
- Stricticomus transversalis subsp. transversalis
- Tenuicomus olivaceus
- Tenuicomus ocreatus subsp. ocreatus
- Tomoderus piochardi

### Nanophyidae
W Portugalii stwierdzono m.in.:
- Corimalia pallida
- Corimalia tamarisci
- Corimalia tetrastigma
- Ctenomeropsis nigra
- Dieckmanniellus nitidulus
- Nanomimus hemisphaericus
- Nanophyes brevis  subsp. bleusei subsp. brevis
- Nanophyes globiformis
- Nanophyes marmoratus subsp. marmoratus
- Pericartiellus durieui

### Niryjki(Mycteridae)
W Portugalii stwierdzono m.in.:
- Mycterus umbellatarum
- Mycterus curculioides

### Obumierkowate(Monotomidae)
W Portugalii stwierdzono m.in.:
- Europs impressicollis subsp. impressicollis
- Monotoma longicollis
- Monotoma picipes
- Monotoma quadrifoveolata
- Monotoma spinicollis
- obumierek dwuplamkowy (Rhizophagus bipustulatus)
- Rhizophagus parvulus
- Rhizophagus unicolor

### Ogniczkowate(Pyrochroidae)
W Portugalii stwierdzono m.in.:
- ogniczek większy (Pyrochroa coccinea)

### Oleicowate(Meloidae)
W Portugalii stwierdzono m.in.:

- Actenodia billbergi
- Cerocoma schaefferi
- Cerocoma schreberi
- Euzonitis quadrimaculata
- Hycleus duodecimpunctatus
- Hycleus dufouri
- Leptopalpus rostratus
- pryszczel lekarski (Lytta vesicatoria) subsp. vesicatoria
- Meloe austrinus
- Meloe autumnalis subsp. autumnalis
- Meloe baudueri
- Meloe brevicollis subsp. brevicollis
- Meloe cavensis
- Meloe flavicomus
- Meloe mediterraneus
- Meloe nanus
- oleica krówka (Meloe proscarabaeus) subsp. proscarabaeus
- oleica kusa (Meloe tuccius) subsp. tuccius
- Mylabris amori
- Mylabris dejeani
- Mylabris hieracii
- Mylabris impressa subsp. impressa
- Mylabris pauper
- Mylabris quadripunctata subsp. restricta
- Mylabris sobrina
- Mylabris variabilis
- Mylabris varians
- Nemognatha chrysomelina
- Oenas afer
- Physomeloe corallifer
- Sitaris muralis
- Sitaris solieri subsp. solieri
- Stenoria apicalis subsp. apicalis
- Zonitis flava
- Zonitis immaculata

### Omarlicowate(Silphidae)
W Portugalii stwierdzono m.in.:
- Aclypea undata
- padliniec pospolity (Necrodes littoralis)
- grabarz czarny (Nicrophorus humator)
- Nicrophorus interruptus
- grabarz pospolity (Nicrophorus vespillo)
- Nicrophorus vestigator
- zaciemka czarna (Phosphuga atrata) subsp. atrata
- Silpha olivieri
- Silpha puncticollis
- omarlica smutna (Silpha tristis)
- Silpha tyrolensis
- Thanatophilus ruficornis
- Thanatophilus rugosus
- pościerwka pospolita (Thanatophilus sinuatus)

### Omomiłkowate(Cantharidae)
W Portugalii stwierdzono m.in.:
- Ancistronycha astur
- Cantharis coronata
- Cantharis cryptica
- Cantharis instabilis
- Cantharis paulinoi
- Cantharis pyrenaea
- Cantharis reichei
- Malthinus cincticollis
- Malthinus ornatus
- Malthinus scriptus
- Malthodes validicornis
- Rhagonycha galiciana
- Rhagonycha genistae
- Rhagonycha hesperica
- Rhagonycha iberica
- Rhagonycha martini
- Rhagonycha opaca
- Rhagonycha ornaticollis
- Rhagonycha patricia
- Rhagonycha quadricollis
- Rhagonycha querceti
- Rhagonycha striatofrons
- Rhagonycha varians

### Osuszkowate(Elmidae)
W Portugalii stwierdzono m.in.:
- Dupophilus brevis
- Elmis aenea
- Elmis maugetii subsp. maugetii
- Elmis latreillei
- Elmis perezi
- Elmis rioloides
- Esolus angustatus
- Esolus parallelepipedus
- Esolus pygmaeus
- Limnius intermedius
- Limnius opacus
- Limnius perrisi subsp. carinatus
- Limnius volckmari
- Macronychus quadrituberculatus
- Normandia nitens
- Oulimnius bertrandi
- Oulimnius cyneticus
- Oulimnius major
- Oulimnius rivularis
- Oulimnius troglodytes
- Oulimnius tuberculatus subsp. perezi
- Stenelmis canaliculata

### Otrupkowate(Byrrhidae)
W Portugalii stwierdzono m.in.:
- Curimopsis andalusiaca
- Curimopsis brancomontis
- Curimopsis capitata
- Curimopsis ganglbaueri subsp. ganglbaueri
- Curimopsis horrida
- Curimopsis ovuliformis
- Curimopsis maderiensis
- Curimopsis maritima
- Curimopsis senicis
- Curimopsis wollastoni
- Simplocaria striata
- Trichobyrrhulus piochardi

### Pędrusiowate(Apionidae)
W Portugalii stwierdzono m.in.:

- Acentrotypus brunnipes
- Aizobius sedi
- Apion cruentatum
- pędruś czerwony (Apion frumentarium)
- Apion haematodes
- Apion rubiginosum
- Aspidapion aeneum
- Aspidapion radiolus subsp. chalybeipenne subsp. radiolus
- Catapion curtisii
- Catapion meieri
- Catapion seniculus
- Catapion seriatosetosulum
- Ceratapion carduorum
- Ceratapion damryi
- Ceratapion gibbirostre
- Ceratapion onopordi subsp. onopordi
- Ceratapion parens
- Ceratapion penetrans subsp. wanati
- Ceratapion robusticorne
- Ceratapion scalptum subsp. scalptum
- Cistapion cyanescens
- Cyanapion alcyoneum
- Diplapion confluens
- Diplapion squamuliferum
- Diplapion stolidum
- Eutrichapion mystriophorum
- Eutrichapion punctiger
- Eutrichapion vorax
- Exapion breviusculum
- Exapion compactum subsp. asturiense subsp. compactum
- Exapion difficile
- Exapion elongatissimum
- Exapion fuscirostre subsp. flachi subsp. fuscirostre
- Exapion genistae
- Exapion oblongulum
- Exapion putonii
- Exapion subparallelum
- Exapion uliciperda
- Exapion ulicis
- Hemitrichapion wagneri
- Holotrichapion aethiops
- Holotrichapion gracilicolle
- Holotrichapion wollastoni
- Ischnopterapion loti
- Ischnopterapion modestum
- Ischnopterapion plumbeomicans subsp. plumbeomicans
- Kalcapion semivittatum subsp. sagittiferum subsp. semivittatum
- Lepidapion argentatum
- Lepidapion cretaceum subsp. cretaceum
- Lepidapion squamidorsum
- Lepidapion squamigerum
- Malvapion malvae
- Melanapion minimum
- Metapion candidum subsp. candidum
- Omphalapion hookerorum
- Omphalapion laevigatum
- Oryxolaemus flavifemoratus
- Oryxolaemus scabiosus
- pędruś wykowiec (Oxystoma craccae)
- pędruś owocowiec (Oxystoma pomonae)
- Perapion curtirostre
- Perapion hydrolapathi
- Perapion ilvense
- Perapion marchicum
- Perapion violaceum subsp. violaceum
- Phrissotrichum boiteli
- Phrissotrichum joannium
- Phrissotrichum perrisii
- Phrissotrichum sicanum
- Phrissotrichum tubiferum
- Phrissotrichum wenckeri
- Pirapion immune
- pędruś koniczynowiec (Protapion apricans)
- Protapion assimile
- Protapion dentipes
- Protapion fulvipes
- Protapion interjectum subsp. interjectum
- Protapion laevicolle
- Protapion nigritarse
- pędruś czarnoudek (Protapion trifolii)
- Protopirapion atratulum
- Protopirapion kraatzii
- Pseudapion fulvirostre
- Pseudapion moschatae
- Pseudapion rufirostre
- Pseudaplemonus chevrolati
- Pseudaplemonus limonii subsp. limoniastri subsp. limonii
- Pseudoperapion brevirostre wątpliwy
- Pseudoprotapion astragali
- Stenopterapion meliloti
- Stenopterapion scutellare
- Stenopterapion subsquamosum
- Squamapion atomarium
- Taeniapion delicatulum
- Taeniapion rufescens subsp. rufescens
- Taeniapion rufulum
- Taeniapion urticarium subsp. atlanticum

### Piórkoskrzydłe(Ptiliidae)
W Portugalii stwierdzono m.in.:
- Acrotrichis caphalotes
- Acrotrichis fascicularis
- Acrotrichis grandicollis
- Acrotrichis insularis
- Acrotrichis montandoni
- Acrotrichis rosskotheni
- Acrotrichis sanctaehelenae
- Acrotrichis sericans
- Acrotrichis thoracica
- Acrotrichis umbricola
- Actidium coarctatum
- Actinopteryx fucicola
- Nephanes titan
- Ptenidium heydeni
- Ptenidium laevigatum
- Ptenidium matthewsi
- Ptenidium pusillum
- Pteryx oraniensis
- Ptinella aptera
- Ptinella denticollis

### Pleszakowate(Phalacridae)
W Portugalii stwierdzono m.in.:
- Olibrus aenescens
- Olibrus affinis
- Olibrus bicolor
- Olibrus bimaculatus
- Olibrus bisignatus
- Olibrus cinerariae
- Olibrus corticalis
- Olibrus liquidus
- Olibrus particeps
- Olibrus pygmaeus
- Olibrus stierlini
- Stilbus testaceus
- Tolyphus granulatus

### Podryjowate(Attelabidae)
W Portugalii stwierdzono m.in.:
- podryj dębowiec (Attelabus nitens)

### Popielichowate(Dascillidae)
W Portugalii stwierdzono m.in.:
- popielicha torfowa (Dascillus cervinus)
- Dascillus sicanus wątpliwy

### Poświętnikowate(Scarabaeidae)
W Portugalii stwierdzono m.in.:

#### Aegialiinae
- Aegialia arenaria

#### Chrabąszczowate(Melolonthinae)
- Amphimallon cantabricum
- Amphimallon evorense
- Amphimallon lusitanicum
- Amphimallon occidentale
- Amphimallon peropacum
- Amphimallon roris
- Amphimallon seidlitzi
- Anoxia australis
- Anoxia villosa subsp. villosa
- Apotriodonta hispanica
- Ceramida baraudi
- Ceramida bedeaui
- Ceramida brancoi
- Ceramida brandeiroi
- Ceramida dinizi
- Ceramida longitarsis
- Ceramida malacensis
- Ceramida moelleri
- Chasmatopterus esuris
- Chasmatopterus hirtulus subsp. hirtulus
- Chasmatopterus hirtus
- Chasmatopterus illigeri
- Chasmatopterus pilosulus
- Chasmatopterus uxorum
- Chasmatopterus villosulus
- Euserica lucipeta
- Euserica mutata
- Hymenochelus distinctus
- Hymenoplia galaica
- Hymenoplia lata
- Hymenoplia miegii
- Hymenoplia rugulosa
- Hymenoplia strigosa
- Maladera holosericea
- chrabąszcz majowy (Melolontha melolontha)
- Monotropus brancoi
- Monotropus lusitanicus
- wałkarz lipczyk (Polyphylla fullo)
- Rhizotrogus angelesae
- Rhizotrogus coiffaiti
- Rhizotrogus iglesiasi
- Rhizotrogus marginipes
- Rhizotrogus villiersi
- Triodonta castillana
- Triodonta lusitanica
- Triodonta zuzartei

#### Kruszczycowate(Cetoniinae)
- Cetonia carthami subsp. aurataeformis
- zacnik zdobny (Gnorimus nobilis) subsp. nobilis
- Oxythyrea funesta
- Paleira femorata
- Protaetia cuprea subsp. brancoi
- Protaetia morio subsp. morio
- Protaetia oblonga
- Protaetia opaca
- orszoł paskowany (Trichius zonatus)
- Tropinota squalida
- krzywonóg półskrzydlak (Valgus hemipterus)

#### Plugowate(Aphodiinae)
- Acanthobodilus immundus
- Acrossus depressus
- Acrossus luridus
- Acrossus rufipes
- Agolius bonvouloiri
- Agrilinus constans
- Agrilinus ibericus subsp. ibericus
- Agrilinus rufus
- Agrilinus sordidus subsp. sordidus
- Alocoderus hydrochaeris
- Ammoecius dentatus
- Ammoecius elevatus
- Ammoecius frigidus
- Ammoecius lusitanicus
- Anomius annamariae
- Anomius castaneus
- plug pospolity (Aphodius fimetarius)
- Aphodius foetidus
- Aphodius pedrosi
- Ataenius brevicollis
- Ataenius gracilis
- Ataenius stercorator
- Biralus satellitius
- Bodilus ictericus subsp. ghardimaouensis subsp. ictericus
- Brindalus maderae
- Brindalus porcicollis
- Brindalus rotundipennis
- Brindalus schatzmayri
- Calamosternus granarius
- Calamosternus hyxos subsp. algiricus
- Calamosternus mayeri
- Calamosternus unicolor
- Chilothorax brancoi
- Chilothorax cervorum
- Chilothorax conspurcatus
- Chilothorax distinctus subsp. distinctus
- Chilothorax lineolatus
- Chilothorax paykulli
- Colobopterus erraticus
- Coprimorphus scrutator
- Esymus merdarius
- Esymus pusillus subsp. pusillus
- Eudolus quadriguttatus
- Euorodalus coenosus
- Euorodalus tersus
- Heptaulacus algarbiensis
- Heptaulacus brancoi
- Heptaulacus testudinarius
- Labarrus lividus
- Liothorax muscorum
- Mecynodes striatulus
- Melinopterus abeillei
- Melinopterus consputus
- Melinopterus prodromus
- Melinopterus punctatosulcatus subsp. punctatosulcatus
- Melinopterus tingens
- Mendidaphodius paganettii
- Neagolius heydeni
- Nialus varians
- Nimbus contaminatus
- Nimbus proximus
- Otophorus haemorrhoidalis
- Oxyomus sylvestris
- Parataenius simulator
- Phalacronothus putoni
- Phalacronothus quadrimaculatus
- Planolinus borealis
- Planolinus uliginosus
- Platytomus tibialis
- Pleurophorus caesus
- Pleurophorus mediterranicus
- Pleurophorus pannonicus
- Psammodius pierottii
- Psammodius plicicollis
- Pseudacrossus sharpi
- Rhyssemus algiricus subsp. marqueti
- Rhyssemus psammobiiformis
- Rhyssemus sulcatus
- Sigorus porcus
- Subrinus sturmi
- Teuchestes fossor
- Trichonotulus scrofa

#### Rohatyńcowate(Dynastinae)
- Calicnemis obesa
- rohatyniec nosorożec (Oryctes nasicornis) subsp. grypus
- Pentodon algerinus subsp. algerinus
- Phyllognathus excavatus

#### Rutelowate(Rutelinae)
- Anisoplia baetica
- Anisoplia depressa
- Anomala quadripunctata
- Anthoplia floricola subsp. lusitanica
- Hoplia chlorophana
- Hoplia philanthus subsp. philanthus
- Mimela rugatipennis
- ogrodnica niszczylistka (Phyllopertha horticola)
- Popillia japonica

#### Scarabaeinae
- Bubas bison
- Bubas bubalus
- Caccobius schreberi
- Cheironitis ungaricus subsp. ungaricus
- Copris hispanus subsp. hispanus
- krowieńczak księżycoróg (Copris lunaris)
- Euonthophagus amyntas
- Euonthophagus gibbosus
- Euoniticellus fulvus
- Euoniticellus pallens
- Euoniticellus pallipes
- Gymnopleurus flagellatus
- Gymnopleurus mopsus
- Gymnopleurus sturmii
- Onitis belial
- Onitis ion
- zatrawiec zielonoplamek (Onthophagus coenobita)
- zatrawiec brązowawy (Onthophagus fracticornis)
- Onthophagus furcatus
- Onthophagus grossepunctatus
- Onthophagus hirtus
- zatrawiec krasnoplamek (Onthophagus illyricus)
- Onthophagus joannae
- Onthophagus latigena
- Onthophagus lemur
- Onthophagus maki
- Onthophagus melitaeus
- Onthophagus merdarius
- Onthophagus nigellus
- zatrawiec bydlarek (Onthophagus nuchicornis)
- Onthophagus opacicollis
- Onthophagus ovatus
- Onthophagus punctatus
- Onthophagus ruficapillus
- Onthophagus similis
- Onthophagus stylocerus
- Onthophagus taurus
- Onthophagus vacca
- Onthophagus verticicornis
- Scarabaeus cicatricosus
- Scarabaeus laticollis
- Scarabaeus puncticollis
- skarabeusz (Scarabaeus sacer)
- Scarabaeus semipunctatus
- Scarabaeus typhon
- Sisyphus schaefferi subsp. schaefferi

### Przekraskowate(Cleridae)
W Portugalii stwierdzono m.in.:
- Necrobinus defunctorum
- Opetiopalpus bicolor
- Opilo abeillei
- Teloclerus compressicornis
- Trichodes flavocinctus
- Trichodes leucopsideus
- Trichodes umbellatarum

### Raymondionymidae
W Portugalii stwierdzono m.in.:
- Alaocephala delarouzei subsp. catalonica subsp. delarouzei
- Coiffaitiella benjamini subsp. benjamini
- Coiffaitiella carinirostris
- Coiffaitiella hispanica
- Coiffaitiella lusitanica
- Coiffaitiella remilleti
- Raymondionymus perrisi

### Różnorożkowate[6](Heteroceridae)
W Portugalii stwierdzono m.in.:
- Augyles gravidus
- Augyles senescens
- Heterocerus aragonicus
- różnorożek drążyn[6] (Heterocerus fenestratus)
- Heterocerus fossor
- Heterocerus fusculus subsp. fusculus
- Heterocerus holosericeus

### Ryjkowcowate(Curculionidae)
W Portugalii stwierdzono m.in.:

#### Bagoinae
- Bagous argillaceus
- Bagous chevrolati
- Bagous cylindricus
- Bagous exilis

#### Baridinae
- Baris novaki

#### Krótkoryjki(Ceutorhynchinae)
- Calosirus terminatus
- Ceutorhynchus barbareae
- Ceutorhynchus chalibaeus
- chowacz tasznikowiec (Ceutorhynchus erysimi)
- Ceutorhynchus fulvitarsis
- Ceutorhynchus gallorhenanus
- Ceutorhynchus ignitus
- Ceutorhynchus insidiosus
- Ceutorhynchus intersetosus
- chowacz liściowiec (Ceutorhynchus leprieuri)
- Ceutorhynchus minutus
- Ceutorhynchus obstrictus
- chowacz czterozębny (Ceutorhynchus pallidactylus)
- Ceutorhynchus picitarsis
- Ceutorhynchus posthumus
- Ceutorhynchus pumilio
- Ceutorhynchus pyrrhorhynchus
- chowacz rzepnik (Ceutorhynchus rapae)
- Ceutorhynchus resedae
- Ceutorhynchus rusticus
- Ceutorhynchus squamulosus
- Ceutorhynchus sardeanensis
- chowacz granatek (Ceutorhynchus sulcicollis)
- Ceutorhynchus tibialis
- Ceutorhynchus typhae
- Coeliodes ilicis
- Coeliodes ruber
- Coeliodes transversealbofasciatus
- Coeliodinus rubicundus
- Datonychus arquata
- Datonychus melanostictus
- Ectamnogaster caviventris
- Ethelcus denticulatus
- Hadroplontus trimaculatus
- Hesperorrhynchus lineatotessellatus
- Micrelus ericae
- Micrelus ferrugatus
- Microplontus molitor
- Microplontus rugulosus
- Mogulones andreae
- Mogulones asperifoliarum
- Mogulones borraginis
- Mogulones crucifer
- Mogulones geographicus
- Mogulones gratiosus
- Mogulones larvatus
- jednorek kosaćcowy (Mononychus punctumalbum)
- Mononychus superciliaris
- Nedyus quadrimaculatus
- chowacz makówkowiec (Neoglocianus maculaalba)
- Neophytobius quadrinodosus
- Oprohinus picipennis
- Parethelcus pollinarius
- Pelenomus canaliculatus
- Pelenomus quadrituberculatus
- Prisistus obsoletus
- Ranunculiphilus obscurus
- Rhinoncus bruchoides
- Rhinoncus castor
- Rhinoncus pericarpius
- Sirocalodes nigroterminatus
- Sirocalodes mixtus
- tuszel makowiec (Stenocarus ruficornis)
- Trichosirocalus dawsoni
- Trichosirocalus histrix
- Trichosirocalus troglodytes
- Trichosirocalus urens
- Zacladus geranii

#### Trzenie(Cossoninae)
- Amaurorhinus bewickianus
- Amaurorhinus clermonti subsp. salvagis
- Amaurorhinus monizianus
- Amaurorhinus obscuripennis
- Aphanommata filum
- Brachytemnus porcatus
- Caulotrupis parvus
- Choerorhinus squalidus
- trzeń krótkoryjkowy (Cossonus linearis)
- trzeń długoryjkowy (Cossonus parallelepipedus)
- Cotaster cuneipennis
- Euophryum confine
- Hexarthrum capitulum
- Hexarthrum exiguum
- Leipommata oromiana
- Melicius cylindrus
- Melicius gracilis
- Mesites aquitanus
- Mesites cunipes
- Mesites pallidipennis
- Pentatemnus arenarius subsp. incognitus
- Pentatemnus ochotorenai
- Phloeophagus lignarius
- Phloeophagus thompsoni
- Proeces acicula
- butwiak owłosiony (Pselactus spadix) subsp. spadix
- Pseudophloeophagus aeneopiceus
- Pseudophloeophagus tenax
- Rhopalomesites tardyi
- krócieniec czarny (Rhyncolus ater)
- krócieniec wysmukły (Rhyncolus elongatus)
- Rhyncolus punctatulus
- Rhyncolus reflexus
- Rhyncolus strangulatus
- Salvagopselactus mauli
- Stenoscelis submuricata
- Stereocorynes truncorum

#### Krytoryjki(Cryptorhynchinae)
- Acalles albolineatus
- Acalles cinereus
- Acalles coarctatus
- Acalles dispar subsp. achadagrandensis subsp. dispar
- Acalles droueti
- Acalles festivus
- Acalles globulipennis
- Acalles histrionicus
- Acalles maraoensis
- Acalles neptunus
- Acalles nodiferus
- Acalles lunulatus
- Acalles oblitus
- Acalles ornatus
- Acalles portosantoensis
- Acalles ptinoides
- Acalles pulverosus
- Acalles saxicola
- Acalles senilis subsp. oceanicus
- Acalles sintraniensis
- Acalles terminalis
- Acalles tolpis
- Acalles tristaensis
- Calacalles subcarinatus
- Calacalles theryi
- Calacalles wollastoni
- krytoryjek olchowiec (Cryptorhynchus lapathi)
- Dichromacalles dromedarius
- Dichromacalles tuberculatus
- Echinodera pallida
- Kyklioacalles punctaticollis subsp. meteoricus
- Kyklioacalles reinosae
- Ruteria paganettii
- Torneuma coecum
- Torneuma desilvai
- Torneuma longipenne
- Torneuma maderensis
- Torneuma picocasteloensis

#### Curculioninae
- kwieciak głogowiec (Anthonomus pedicularius)
- Anthonomus spilotus
- słonik wyroślowiec (Archarius crux)
- Archarius pyrrhoceras
- Archarius salicivorus
- oskrobek krzywonos (Cionus alauda)
- Cionus clairvillei
- Cionus hortulanus
- oskrobek trędownikowiec (Cionus scrophulariae)
- Cionus thapsus
- oskrobek towarzyski (Cionus tuberculosus)
- Cleopus pulchellus
- Curculio betulae
- Curculio betulae
- słonik żołędziowiec (Curculio glandium)
- słonik orzechowiec (Curculio nucum)
- Curculio villosus
- Gymnetron melinum
- Mecinus collaris
- Mecinus dorsalis
- Mecinus longiusculus
- Mecinus pascuorum
- Mecinus pyraster
- Mecinus simus
- Mecinus variabilis
- Neoderelomus piriformis
- Orchestes sparsus
- Orthochaetes insignis
- Orthochaetes setiger
- Orthochaetes villiersi
- Pachytychius asperatus
- Pachytychius granulicollis
- Pachytychius hordei subsp. squamosus
- Pachytychius robustus
- Pachytychius sparsutus
- Pachytychius strumarius
- Pseudorchestes ermischi
- Pseudorchestes persimilis subsp. persimilis
- Rhinusa algirica
- Rhinusa bipustulata
- Rhinusa canescens
- Rhinusa depressa
- Rhinusa subrotundula
- Rhinusa tetra
- Rhinusa vestita
- Sibinia attalica
- Sibinia exigua
- Sibinia femoralis
- Sibinia primita
- Sibinia pyrrhodactyla
- Sibinia umbrosa
- Sibinia variata
- Sibinia viscariae
- Tychius bicolor
- Tychius breviusculus
- Tychius chevrolati
- Tychius colonnellii
- Tychius cuprifer
- Tychius farinosus
- Tychius filirostris
- Tychius junceus
- Tychius medicaginis
- Tychius meliloti
- Tychius oedemerus
- Tychius parallelus
- Tychius picirostris
- Tychius polylineatus
- Tychius quinquepunctatus subsp. quinquepunctatus
- Tychius pusillus
- Tychius striatulus

#### Cyclominae
- Dichotrachelus alonsoi
- Dichotrachelus negrei subsp. negrei
- Dichotrachelus paulinoi subsp. noctivagussubsp. paulinoi
- Entomoderus compactus
- Entomoderus correae
- Entomoderus crispatus
- Entomoderus escorialensis
- Entomoderus dilatatus
- Entomoderus geticus
- Entomoderus humeralis
- Entomoderus impressus
- Entomoderus interruptus
- Entomoderus lateimpressus
- Entomoderus lobothorax
- Entomoderus longulus subsp. longulus
- Entomoderus nodifrons
- Entomoderus variabilis
- Gonipterus scutellatus
- Gronops luctuosus
- Gronops lunatus
- Gronops pretiosus
- Listroderes costirostris

#### Entiminae
- Andrion regensteinense
- Anemophilus crassus
- Anemophilus subtessellatus
- Anemophilus trossulus
- Anillobius portosantoi
- Anillobius solifuga
- Asynonychus godmani
- Attactagenus hypocyanus
- Barypeithes indigens subsp. indigens
- Brachyderes grisescens
- choinek szary (Brachyderes incanus)
- Brachyderes lusitanicus
- Brachyderes marginellus
- Brachyderes pubescens
- Brachyderes suturalis
- Caenopsis brevisetis
- Caenopsis fissirostris
- Caenopsis formaneki
- Caenopsis reichei
- Caenopsis waltoni
- Caulostrophilus ophthalmicus
- Charagmus cachectus
- oprzędzik łubinowy (Charagmus gressorius)
- oprzędzik szary (Charagmus griseus)
- Charagmus intermedius
- Charagmus variegatus
- Cathormiocerus barrosi
- Cathormiocerus curvipes
- Cathormiocerus curviscapus
- Cathormiocerus estrellanus
- Cathormiocerus lethieryi
- Cathormiocerus lusitanicus
- Cathormiocerus maderae
- Cathormiocerus myrmecophilus
- Cathormiocerus transmontanus
- Cathormiocerus variegatus
- Cathormiocerus viennoti
- Chiloneus chevrolati
- Cneorhinus serranoi
- Coelositona cambricus
- Coelositona cinerascens
- Coelositona latipennis
- Coelositona limosus
- Coelositona ocellatus
- Coelositona puberulus
- Cycloderes heliophilus
- Cycloderes lasius
- Cycloderes lusitanicus
- Cycloderes  mus
- Cycloderes pusillus
- Cycloderes tessellatus
- Cycloderes uhagonis
- Cycloderes vitticollis
- Heydeneonymus amplicollis
- Laparocerus abditus
- Laparocerus aenescens
- Laparocerus angustulus
- Laparocerus azoricus
- Laparocerus calcatrix
- Laparocerus clavatus
- Laparocerus colasi
- Laparocerus distortus
- Laparocerus excelsus
- Laparocerus garretai
- Laparocerus inconstans
- Laparocerus instabilis
- Laparocerus lamellipes
- Laparocerus lanatus
- Laparocerus lauripotens
- Laparocerus lindbergi
- Laparocerus mendax
- Laparocerus morio subsp. cevadae subsp. morio subsp. vandeli
- Laparocerus navicularis
- Laparocerus noctivagans
- Laparocerus obesulus
- Laparocerus piceus
- Laparocerus schaumii
- Laparocerus undulatus
- Laparocerus ventrosus
- Laparocerus vespertinus
- Lichenophagus acuminatus
- Lichenophagus fritillus
- Liophloeus paulinoi
- Naupactus leucoloma
- Neocnemis occidentalis
- Otiorhynchus cribricollis
- Otiorhynchus rugosostriatus
- nadrach pstrokacz (Otiorhynchus singularis)
- Otiorhynchus sulcatus
- Pachyrhinus glabratus
- Pachyrhinus squamosus
- Philopedon plagiatum
- naliściak srebrniak (Phyllobius argentatus) subsp. argentatus
- naliściak brzozowiak (Phyllobius betulinus) subsp. betulinus
- Phyllobius tuberculifer
- Pleurodirus carinula
- Polydius heydeni subsp. grandis subsp. heydeni
- Polydius hispanus subsp. hispanus subsp. lepesmei subsp. ludificator
- Polydrusus aeratus subsp. aeratus
- Polydrusus amoenus
- Polydrusus cervinus
- Polydrusus chrysomela
- Polydrusus confluens
- Polydrusus flavipes
- Polydrusus interstitialis
- Polydrusus lusitanicus
- Polydrusus marginatus
- Polydrusus pilosus subsp. pilosus
- Polydrusus prasinus
- Polydrusus pterygomalis
- Polydrusus smaragdulus
- Polydrusus sparsus
- Polydrusus tereticollis
- Polydrusus xanthopus
- Sitona brucki
- Sitona cinnamomeus
- Sitona cylindricollis
- Sitona discoideus
- Sitona gemellatus
- oprzędzik żółtonogi (Sitona hispidulus)
- Sitona humeralis
- Sitona inops
- Sitona lepidus
- oprzędzik pręgowany (Sitona lineatus)
- Sitona lividipes
- oprzędzik grochowy (Sitona macularius)
- oprzędzik cętkowany (Sitona puncticollis)
- oprzędzik koniczynowy (Sitona sulcifrons) subsp. argutulus
- Strophosoma cristatum
- Strophosoma erinaceus
- Strophosoma flavipes
- Strophosoma formosum
- Strophosoma ganglbaueri
- Strophosoma globulus
- zmiennik czerniawy (Strophosoma melanogrammum) subsp. melanogrammum
- Strophosoma nebulosum
- Strophomorphus porcellus
- Strophosoma puberulum
- Strophosoma sus
- Subhaptomerus frieseri subsp. frieseri
- ryjosz burakowiec (Tanymecus palliatus)
- Tanymecus vagabundus
- Trachyphloeus algesiranus
- Trachyphloeus angustisetulus
- Trachyphloeus bifoveolatus
- Trachyphloeus laticollis
- Trachyphloeus orbipennis
- Trachyphloeus reichei
- Trachyphloeus seidlitzii

#### Ziołomirki(Hyperinae)
- Coniatus tamarisci
- Donus austerus
- Donus corrosus
- Donus dauci
- Donus deyrollei
- Donus isabellinus
- Donus lunatus
- Donus lusitanicus
- Donus multifidus
- Donus perplexus
- Donus proximus
- Donus zoilus
- ziołomirek rdestowiec (Hypera arator)
- Hypera conmaculata
- Hypera constans
- Hypera incompta
- Hypera melarhynchus
- Hypera miles
- ziołomirek ciemnopasy (Hypera nigrirostris)
- ziołomirek odlotek (Hypera plantaginis)
- ziołomirek lucernowy (Hypera postica)
- ziołomirek szczawiowiec (Hypera rumicis)
- Hypera venusta
- ziołomirek wykowy (Hypera viciae)
- Limobius borealis
- Metadonus gracilentus
- Neoglanis longicollis
- Neoglanis rudicollis
- Pachypera kraatzi

#### Lixinae
- Bothynoderes affinis
- szarek ostowiec (Cleonis pigra)
- Coniocleonus amori
- Coniocleonus excoriatus
- Coniocleonus nigrosuturatus
- Coniocleonus tabidus
- Conorhynchus mendicus
- Cyphocleonus achates
- Cyphocleonus hedenborgi
- Cyphocleonus trisulcatus
- Ephimeronotus miegii
- Hypolixus semilunatus
- Larinus afer
- Larinus cynarae
- Larinus flavescens
- Larinus immitis
- Larinus jaceae
- Larinus lineola
- Larinus obtusus
- Larinus planus
- Larinus schoenherri
- Larinus scolymi
- Larinus turbinatus
- Larinus ursus
- Leucophyes pedestris
- Lixus acicularis
- Lixus albomarginatus
- kulczanka szczawiowa (Lixus bardanae)
- Lixus brevipes subsp. brevipes
- Lixus brevirostris
- Lixus anguinus
- Lixus cardui
- Lixus cheiranthi
- Lixus filiformis
- kulczanka kosaćcówka (Lixus iridis)
- Lixus juncii
- Lixus linearis
- Lixus mucronatus
- Lixus myagri
- Lixus ochraceus
- kulczanka ślazówka(Lixus pulverulentus)
- Lixus rosenschoeldi
- Lixus scabricollis
- Lixus scolopax
- Lixus spartii
- Lixus umbellatarum
- Lixus vectiformis
- Lixus vilis
- Mecaspis alternans
- Mecaspis nana
- Mecaspis striatella
- Pachycerus madidus
- Pachycerus segnis
- Pseudocleonus cinereus
- cudzich brunatny (Pseudocleonus grammicus)
- Rhinocyllus conicus
- Trachydemus rugosus

#### Mesoptiliinae
- wałczyk wiązowiec (Magdalis armigera)
- Magdalis barbicornis
- wałczyk jarzębowiec (Magdalis cerasi)
- wałczyk sosnowiec (Magdalis memnonia)
- Magdalis rufa

#### Molytinae
- Anisorhynchus aratus
- Anisorhynchus hespericus
- Anisorhynchus punctatosulcatus
- Echinosomidia porcellus
- szeliniak sosnowiec (Hylobius abietis)
- Hylobius transversovittatus
- smolik znaczony (Pissodes castaneus)
- smolik szyszkowiec (Pissodes validirostris)
- Pseudechinosoma nodosum
- Styphloderes lindbergi
- Styphloderes paulinoi

#### Wyrynnikowate(Platypodinae)
- wyrynnik dębowiec (Platypus cylindrus)

#### Korniki(Scolytinae)
- Aphanarthrum bicolor
- Aphanarthrum canariense subsp. canariense
- Aphanarthrum euphorbiae
- Aphanarthrum piscatorium
- Coccotrypes carpophagus
- Coccotrypes dactyliperda
- Crypturgus cribrellus
- Crypturgus mediterraneus
- skrycik najmniejszy (Crypturgus pusillus)
- Dactylotrypes longicollis
- drzewożerek jednożenny (Dryocoetes autographus)
- Dryocoetes villosus subsp. villosus
- Hylastes angustatus
- zakorek czarny (Hylastes ater)
- Hylastes attenuatus
- zakorek świerkowiec (Hylastes cunicularius)
- Hylastes linearis
- Hylastinus obscurus
- Hylesinus fraxini
- drzewisz owłosiony (Hylurgus ligniperda)
- Hypoborus ficus
- Hypothenemus crudiae
- Hypothenemus eruditus
- kornik sześciozębny (Ips sexdentatus)
- kornik drukarz (Ips typographus)
- Liparthrum artemisiae
- Liparthrum bituberculatum
- Liparthrum curtum
- Liparthrum inarmatum
- Liparthrum mandibulare
- Liparthrum semidegener
- Orthotomicus erosus
- korniczek wielozębny (Orthotomicus laricis)
- korniczek płaskozębny (Orthotomicus proximus)
- korniczek ostrozębny (Orthotomicus suturalis)
- Phloeosinus aubei
- Phloeosinus thujae subsp. thujae
- Phloeotribus perfoliatus
- Phloeotribus rhododactylus subsp. rhododactylus
- Phloeotribus scarabaeoides subsp. scarabaeoides
- rytownik dwuzębny (Pityogenes bidentatus)
- Pityogenes calcaratus
- rytownik znaczony (Pityogenes trepanatus)
- jodłowiec krzywozębny (Pityokteines curvidens)
- Scolytus kirschii subsp. kirschii
- ogłodek wielorzędowy (Scolytus multistriatus) subsp. multistriatus
- ogłodek karzełek (Scolytus pygmaeus)
- ogłodek szorstki (Scolytus rugulosus)
- ogłodek wiązowiec (Scolytus scolytus)
- roztoczek bukowiec (Taphrorychus bicolor)
- Taphrorychus villifrons
- Tomicus destruens
- cetyniec mniejszy (Tomicus minor)
- cetyniec większy (Tomicus piniperda)
- drwalniczek Saksesena (Xyleborinus saxesenii)
- Xyleborus dryographus
- Xyleborus eurygraphus
- rozwiertek większy (Xyleborus monographus)
- Xyleborus perforans

### Schylikowate(Mordellidae)
W Portugalii stwierdzono m.in.:
- Dellamora palposa
- Mediimorda bipunctata
- Mordella aculeata
- Mordella brachyura
- Mordella purpurascens
- Mordellistena brevicauda
- Mordellistena episternalis
- Mordellistena fageli
- Mordellistena falsoparvula
- Mordellistena fuscogemellata
- Mordellistena gemellata
- Mordellistena kraatzi subsp. kraatzi
- Mordellistena lusitanica
- Mordellistena pentas
- Mordellistena pseudopumila
- Mordellistenula perrisi
- Mordellochroa humerosa
- Pseudodellamora distinguenda
- Stenalia testacea
- Tomoxia bucephala
- Variimorda fagniezi
- Variimorda theryi

### Scirtidae
W Portugalii stwierdzono m.in.:
- Cyphon iberus
- Cyphon pandellei
- Elodes minuta
- Microcara dispar

### Scraptiidae
W Portugalii stwierdzono m.in.:
- Anaspis distinguenda
- Anaspis fasciata
- Anaspis pulicaria
- Anaspis quadrimaculata
- Anaspis trifasciata
- Pentaria badia

### Skórnikowate(Dermestidae)
W Portugalii stwierdzono m.in.:

- Anthrenus angustefasciatus
- Anthrenus coloratus
- Anthrenus delicatus
- Anthrenus festivus
- Anthrenus goliath
- Anthrenus minutus
- Anthrenus molitor
- mrzyk muzealny (Anthrenus museorum)
- Anthrenus pimpinellae
- mrzyk krostowiec (Anthrenus scrophulariae)
- mrzyk dziewannowiec (Anthrenus verbasci)
- Attagenus bifasciatus
- Attagenus escalerai
- Attagenus fallax
- Attagenus hirtulus
- Attagenus multifasciatus
- Attagenus obtusus
- szubak dwukropek (Attagenus pellio)
- Attagenus rossii
- Attagenus trifasciatus
- Attagenus unicolor
- Dermestes ater
- Dermestes bicolor
- Dermestes frischi
- Dermestes hirticollis
- Dermestes laniarius
- skórnik słoniniec (Dermestes lardarius)
- Dermestes maculatus
- skórnik myszatek (Dermestes murinus)
- Dermestes mustelinus
- Dermestes pardalis
- Dermestes sardous
- Dermestes undulatus
- Orphilus niger
- Phradonoma nobile
- Thorictus bonnairei
- Thorictus foreli
- Thorictus grandicollis
- Thorictus hoppi
- Thorictus martinsi
- Thorictus mauritanicus
- Trogoderma versicolor

### Sphindidae
W Portugalii stwierdzono m.in.:
- Aspidiphorus lareyiniei – wątpliwy
- Aspidiphorus orbiculatus – wątpliwy
- Sphindus dubius

### Spichrzelowate(Silvanidae)
W Portugalii stwierdzono m.in.:
- Ahasverus advena
- Airaphilus natavidadei
- Airaphilus seabrai
- Cryptamorpha desjardinsii
- Dendrophagus crenatus
- Nausibius clavicornis
- Oryzaephilus mercator
- spichrzel surynamski (Oryzaephilus surinamensis)
- Psammoecus bipuncatatus
- Psammoecus personatus
- Silvanoprus fagi
- Silvanoprus scuticollis
- Silvanus bidentatus
- Silvanus lateritus
- Silvanus unidentatus
- zdłabek (Uleiota planata)

### Sprężykowate(Elateridae)
W Portugalii stwierdzono m.in.:

- Actenicerus paulinoi
- Actenicerus siaelandicus
- Adrastus montanus
- Adrastus pallens
- Aeolus melliculus subsp. moreleti
- Agriotes curtus subsp. curtus
- Agriotes flavobasalis
- osiewnik rolowiec (Agriotes lineatus)
- Agriotes pallidulus
- Agriotes sordidus
- Alestrus dolosus
- Ampedus aurilegulus
- Ampedus cinnaberinus
- Ampedus pomonae
- Ampedus pooti
- Ampedus praeustus
- Ampedus rufipennis
- sprężyk sosnowy (Ampedus sanguineus)
- Ampedus sanguinolentus subsp. sanguinolentus
- Anostirus haemapterus
- Athous angustulus
- Athous azoricus
- Athous cervicolor
- Athous chloroticus
- Athous dilutus
- Athous elongatus
- Athous godarti
- Athous gerezianus
- nieskorek rudobrzuchy (Athous haemorrhoidalis)
- Athous nigricornis
- Athous obsoletus
- Athous procerus
- Athous reynosae
- Athous tenuis
- Athous uncicollis
- Athous vicinus
- nieskorek pasiasty (Athous vittatus)
- Brachygonus ruficeps
- Campylomorphus homalisinus
- Cardiophorus barrosi
- Cardiophorus bipunctatus
- Cardiophorus exaratus
- Cardiophorus femoratus
- Cardiophorus goezei
- Cardiophorus gramineus
- Cardiophorus melampus
- Cardiophorus oromii
- Cardiophorus signatus
- Cardiophorus vestigialis
- Cebrio bruleirei
- Cebrio carrenii
- Cebrio fabricii
- Cebrio frater
- Cebrio germari
- Cebrio melanocephalus
- Cebrio morio
- Cebrio moyses
- Cebrio pubicornis
- Cidnopus pilosus
- zaciosek zmiennobarwny (Ctenicera cuprea)
- Dicronychus asperulus
- Dicronychus cinereus
- Dicronychus equiseti
- Elathous rufus
- Hemicrepidius hirtus
- Hemicrepidius jugicola subsp. jugicola
- Heteroderes azoricus
- Lacon punctatus
- Megathous barrosi
- Melanotus crassicollis
- Melanotus desbrochersi
- Melanotus dichrous
- Melanotus punctolineatus
- Melanotus tenebrosus
- Melanotus villosus
- Negastrius pulchellus
- Neopristilophus gougeleti
- Nothodes parvulus
- Peripontius rutilipennis
- wełniak szary (Prosternon tessellatum)
- Selatosomus gravidus
- Stenagostus laufferi
- Synaptus filiformis
- Zorochros curtus
- Zorochros demustoides
- Zorochros quadriguttatus

### Stonkowate(Chrysomelidae)
W Portugalii stwierdzono m.in.:

#### Pchełki ziemne(Alticinae)
- Altica ampelophaga
- susówka leszczynowa (Altica brevicollis) subsp. coryletorum subsp. tamaricis
- Altica ericeti
- Altica lythri
- Altica palustris
- Aphthona albertinae
- Aphthona carbonaria
- Aphthona depressa subsp. aenea
- zapadka lnianówka (Aphthona euphorbiae)
- Aphthona illigeri
- Aphthona lutescens
- Aphthona melancholica
- Aphthona nigriceps
- zapadka kosaćcówka (Aphthona nonstriata)
- Aphthona occitana
- Aphthona pallida
- Aphthona punctiventris
- Aphthona venustula subsp. attica
- Apteropeda globosa
- Apteropeda orbiculata
- Apteropeda ovulum
- Arrhenocoela lineata
- Chaetocnema arenacea
- Chaetocnema arida
- Chaetocnema aridula
- Chaetocnema chlorophana
- Chaetocnema conducta
- pchełka zbożowa (Chaetocnema hortensis)
- Chaetocnema obesa
- Chaetocnema paganettii
- Chaetocnema pelagica
- Chaetocnema rufofemorata
- Chaetocnema tibialis
- Crepidodera aureola
- Crepidodera fulvicornis
- Crepidodera pluta
- Dibolia occultans
- Dibolia timida
- Epitrix cucumeris
- Epitrix fasciata
- Epitrix pubescens
- Epitrix similaris
- Hermaeophaga cicatrix
- Longitarsus aeneicollis
- Longitarsus aeneus
- Longitarsus aeruginosus
- Longitarsus albineus
- Longitarsus anacardius
- długostopka farbownikowa (Longitarsus anchusae)
- Longitarsus atricillus
- Longitarsus australis
- Longitarsus ballotae
- Longitarsus brunneus
- Longitarsus candidulus
- Longitarsus cerinthes
- Longitarsus cinerariae
- Longitarsus codinai
- Longitarsus dorsalis
- Longitarsus echii
- długostopka żmijowcowa (Longitarsus exsoletus) subsp. exsoletus
- Longitarsus flavicornis
- Longitarsus fuscoaeneus subsp. fuscoaeneus
- Longitarsus isoplexidis
- Longitarsus juncicola
- Longitarsus lateripunctatus subsp. lateripunctatus
- Longitarsus linnaei
- Longitarsus lycopi
- Longitarsus melanocephalus
- Longitarsus membranaceus
- Longitarsus minusculus
- Longitarsus nigrocillus
- Longitarsus nigrofasciatus subsp. nigrofasciatus
- Longitarsus nubigena
- Longitarsus obliteratoides
- Longitarsus obliteratus
- Longitarsus ochroleucus subsp. lindbergi
- Longitarsus ordinatus
- Longitarsus parvulus
- Longitarsus pellucidus
- Longitarsus pratensis
- Longitarsus rutilus
- Longitarsus sencieri
- Longitarsus strigicollis
- Longitarsus succineus
- długostopka dziewannówka (Longitarsus tabidus)
- Longitarsus vilis
- Mantura chrysanthemi subsp. chrysanthemi
- Mantura lutea
- Mniophilosoma laeve
- Mniophilosoma obscurum
- Neocrepidodera crassicornis
- Neocrepidodera ferruginea
- Neocrepidodera impressa subsp. impressa
- Neocrepidodera transversa
- Ochrosis ventralis
- Oedionychis cincta
- Orestia punctipennis
- Orestia sierrana
- Phyllotreta consobrina
- Phyllotreta cruciferae
- Phyllotreta foudrasi
- Phyllotreta hemipoda
- Phyllotreta nodicornis
- Phyllotreta ochripes
- Phyllotreta parallela
- Phyllotreta procera
- Phyllotreta punctulata
- Phyllotreta striolata
- pchełka falistosmuga (Phyllotreta undulata)
- Phyllotreta variipennis subsp. variipennis
- rzutka ślazowa (Podagrica fuscicornis)
- Podagrica fuscipes
- Podagrica malvae subsp. malvae
- Podagrica menetriesi
- Psylliodes affinis
- Psylliodes amplicollis
- Psylliodes chalcomera
- pchełka rzepakowa (Psylliodes chrysocephala)
- Psylliodes cuprea
- Psylliodes dulcamarae
- Psylliodes erberi
- Psylliodes fusiformis
- Psylliodes gougeleti
- Psylliodes heydeni
- Psylliodes hispana
- Psylliodes hospes
- Psylliodes inflata
- Psylliodes laevicollis
- Psylliodes laticollis
- Psylliodes marcida
- Psylliodes napi
- Psylliodes obscuroaenea
- Psylliodes pallidipennis
- Psylliodes pyritosa
- Psylliodes tarsata
- Psylliodes umbratilis
- Psylliodes vehemens
- ostówka czerwona (Sphaeroderma rubidum)

#### Strąkowcowate(Bruchinae)
- strąkowiec fasolowy (Acanthoscelides obtectus)
- Bruchidius ater
- Bruchidius biguttatus
- Bruchidius bimaculatus
- Bruchidius cinerascens
- Bruchidius cisti
- Bruchidius dispar
- Bruchidius foveolatus
- Bruchidius holosericeus
- Bruchidius imbricornis
- Bruchidius jocosus
- Bruchidius lichenicola
- Bruchidius lividimanus
- Bruchidius longulus
- Bruchidius marginalis
- Bruchidius martinezi
- Bruchidius meleagrinus
- Bruchidius mulsanti
- Bruchidius murinus
- Bruchidius obscuripes
- Bruchidius pauper
- Bruchidius pusillus
- Bruchidius pygmaeus
- Bruchidius seminarius
- Bruchidius sericatus
- Bruchidius tibialis
- Bruchidius tuberculatus
- Bruchidius varius
- strąkowiec hiszpański (Bruchus affinis)
- strąkowiec bobikowy (Bruchus atomarius)
- Bruchus ervi
- Bruchus griseomaculatus
- Bruchus lentis
- Bruchus loti
- strąkowiec grochowy (Bruchus pisorum)
- strąkowiec bobowy (Bruchus rufimanus)
- Bruchus signaticornis
- Bruchus tristiculus
- Bruchus tristis
- Bruchus ulicis
- Bruchus viciae
- Callosobruchus chinensis
- Spermophagus sericeus
- Spermophagus calystegiae

#### Tarczykowate(Cassidinae)
- Cassida angustifrons
- Cassida deflorata
- Cassida denticollis
- tarczyk żółtawy (Cassida flaveola)
- tarczyk goździkowy (Cassida hemisphaerica)
- Cassida hexastigma
- Cassida inopinata
- Cassida inquinata
- Cassida lineola
- Cassida major
- tarczyk mgławy (Cassida nebulosa)
- Cassida pusilla
- Cassida pyrenaea
- tarczyk ostowy (Cassida rubiginosa)
- Cassida seladonia
- tarczyk naznaczony (Cassida stigmatica)
- tarczyk zielony (Cassida viridis)
- tarczyk komosowy (Cassida vittata)
- Dicladispa testacea
- ociernica czarna (Hispa atra)
- Hypocassida cornea
- Hypocassida meridionalis

#### Chrysomelinae
- Chrysolina affinis subsp. rufofemorata
- Chrysolina analis
- Chrysolina bankii
- Chrysolina bicolor
- Chrysolina carnifex subsp. cruentata
- Chrysolina diluta
- Chrysolina fragariae
- Chrysolina fuliginosa subsp. coriacea
- Chrysolina grossa subsp. chloromaura
- złotka babkówka (Chrysolina haemoptera) subsp. haemoptera
- złotka miętówka (Chrysolina herbacea) subsp. herbacea
- złotka malachitówka (Chrysolina hyperici) subsp. hyperici
- Chrysolina kuesteri subsp. friderici
- Chrysolina lepida subsp. lepida
- Chrysolina lucida subsp. lucida
- Chrysolina lucidicollis subsp. lucidicollis
- Chrysolina mactata subsp. mactata
- Chrysolina peregrina subsp. peregrina
- złotka cynobrowa (Chrysolina polita) subsp. polita
- Chrysolina quadrigemina
- Chrysolina tagana
- Colaspidema barbarum
- Gastrophysa unicolor
- kałdunica rdestówka (Gastrophysa polygoni)
- Gonioctena aegrota subsp. aegrotasubsp. litoralis
- Gonioctena olivacea
- Hydrothassa glabra
- Hydrothassa fairmairei
- Phaedon tumidulus
- Prasocuris vicina
- Timarcha calceata
- Timarcha coarcticollis subsp. paulinoi
- Timarcha erosa subsp. erosa subsp. vermiculata
- Timarcha gougeleti
- Timarcha janthinipes
- Timarcha lusitanica
- Timarcha melitensis
- Timarcha sphaeroptera
- Timarcha trapezicollis
- Timarcha validicornis subsp. camoensii subsp. validicornis

#### Criocerinae
- poskrzypka szparagowa (Crioceris asparagi)
- poskrzypka dwunastokropkowa (Crioceris duodecimpunctata)
- Crioceris macilenta
- Crioceris paracenthesis
- poskrzypka liliowa (Lilioceris lilii)
- Oulema duftschmidi
- Oulema hoffmannseggii
- skrzypionka zbożowa (Oulema melanopus)

#### Cryptocephalinae
- Chilotomina nigritarsis
- Chilotomina oberthuri
- Clytra atraphaxidis subsp. atraphaxidis
- Clytra espanoli
- moszenica czterokropka (Clytra quadripunctata) subsp. quadripunctata
- Coptocephala brevicornis
- Coptocephala chalybaea  subsp. chalybaea
- Coptocephala scopolina subsp. floralis
- Coptocephala unicolor
- Cryptocephalus androgyne subsp. pelleti
- Cryptocephalus aureolus
- Cryptocephalus bipunctatus subsp. bipunctatus
- Cryptocephalus cantabricus
- Cryptocephalus celtibericus
- Cryptocephalus crenatus
- Cryptocephalus cynarae
- Cryptocephalus excisus
- zmróżka żółtawa (Cryptocephalus fulvus) subsp. fulvus
- Cryptocephalus infirmior
- Cryptocephalus lividimanus
- Cryptocephalus luridicollis subsp. luridicollis
- Cryptocephalus lusitanicus
- Cryptocephalus mystacatus
- Cryptocephalus octoguttatus
- Cryptocephalus parvulus subsp. parvulus
- Cryptocephalus pexicollis
- zmróżka sosnowa (Cryptocephalus pini)
- Cryptocephalus podager
- Cryptocephalus politus
- Cryptocephalus pominorum
- Cryptocephalus primarius
- Cryptocephalus pseudolusitanicus
- Cryptocephalus puncticollis
- Cryptocephalus pulchellus
- Cryptocephalus pusillus
- Cryptocephalus pygmaeus subsp. pygmaeus
- Cryptocephalus quadripunctatus
- Cryptocephalus ramburii
- Cryptocephalus rugicollis
- Cryptocephalus sexpustulatus
- Cryptocephalus sulphureus
- Cryptocephalus tibialis
- Cryptocephalus tristigma
- zmróżka paskowana (Cryptocephalus vittatus)
- Labidostomis ghilianii
- Labidostomis hordei
- Labidostomis lusitanica
- Labidostomis taxicornis subsp. taxicornis
- Lachnaia cylindrica
- Lachnaia hirta
- Lachnaia paradoxa
- Lachnaia pubescens
- Lachnaia puncticollis
- Lachnaia tristigma
- Pachybrachis azureus
- Pachybrachis danieli subsp. danieli
- Pachybrachis elegans
- Pachybrachis danieli subsp. danieli
- Pachybrachis fulvipes subsp. fulvipes
- Pachybrachis kraatzi
- Pachybrachis lineolatus
- Pachybrachis lindbergi
- Pachybrachis pradensis
- Pachybrachis pteromelas
- Pachybrachis regius
- Pachybrachis rondanus
- Pachybrachis simius
- Pachybrachis suffrianii
- Pachybrachis terminalis
- Pachybrachis viedmai
- Smaragdina affinis subsp. manicata
- Smaragdina clavareaui
- Smaragdina concolor subsp. amabilissubsp. concolor
- Smaragdina reyi
- Smaragdina rufimana
- Stylosomus ilicicola
- Stylosomus minutissimus
- Stylosomus tamarisci
- Tituboea biguttata
- Tituboea sexmaculata

#### Donacinae
- Donacia bicolora
- Donacia clavipes
- Donacia galaica
- rzęsielnica oczeretówka (Donacia impressa)
- rzęsielnica moręgówka (Donacia marginata)
- Donacia reticulata
- rzęsielnica zmiennobarwna (Donacia simplex)
- rzęsielnica rdestówka (Donacia versicolorea)
- rzęsielnica zwyczajna (Donacia vulgaris)

#### Eumolpinae
- Colaspidea metallica subsp. metallica
- Macrocoma oromiana
- Pachnephorus cylindricus

#### Galerucinae
- Aulacophora foveicollis
- Calomicrus suturalis
- Exosoma lusitanicum
- Galeruca angusta
- Galeruca haagi
- Galeruca macchoi
- Lochmaea scutellata
- Luperus sulphuripes

#### Orsodacninae
- Orsodacne humeralis

### Ścierowate(Mycetophagidae)
W Portugalii stwierdzono m.in.:
- Berginus tamarisci
- Litargops pictus
- Litargus coloratus
- Litargus  connexus
- Litargus pilosus
- Mycetophagus piceus
- ścier czterokropek (Mycetophagus quadripustulatus)
- Triphyllus bicolor
- rogożnica (Typhaea stercorea)
- Typhaeola maculata

### Śniadkowate(Melandryidae)
W Portugalii stwierdzono m.in.:
- Conopalpus brevicollis
- Osphya vandalitiae
- konarek tajgowy (Phryganophilus ruficollis)

### Świetlikowate(Lampyridae)
W Portugalii stwierdzono m.in.:
- Lamprohiza paulinoi
- świetlik świętojański (Lampyris noctiluca)
- Luciola lusitanica
- Nyctophila reichii subsp. reichii
- Pelania mauritanica
- Phosphaenopterus metzneri

### Tetratomidae
W Portugalii stwierdzono m.in.:
- Tetratoma baudueri

### Throscidae
W Portugalii stwierdzono m.in.:
- Aulonothroscus brevicollis
- Aulonothroscus integer
- Trixagus algiricus
- Trixagus dermestoides
- Trixagus exul
- Trixagus gracilis
- Trixagus obtusus

### Trąbiki(Salpingidae)
W Portugalii stwierdzono m.in.:
- Salpingus planirostris
- Sphaeriestes exsanguis
- Sphaeriestes impressus

### Trogositidae
W Portugalii stwierdzono m.in.:
- Parallelodera parallela

### Tutkarzowate(Rhynchitidae)
W Portugalii stwierdzono m.in.:
- Auletobius pubescens
- zdobnik brzozowiec (Byctiscus betulae)

### Vesperidae
W Portugalii stwierdzono m.in.:
- Vesperus bolivari
- Vesperus brevicollis
- Vesperus conicicollis subsp. conicicollis
- Vesperus sanzi
- Vesperus serranoi

### Wachlarzykowate(Ripiphoridae)
W Portugalii stwierdzono m.in.:
- Blattivorus lusitanicus
- Macrosiagon bimaculata
- Macrosiagon tricuspidatum
- sąsiad dziwaczek (Metoecus paradoxus)
- Ptilophorus dufouri
- Ripidius quadriceps

### Wydolakowate[6](Bothrideridae)
W Portugalii stwierdzono m.in.:
- Abromus algarvensis
- Abromus lusoensis
- Abromus minhoensis
- Abromus sintrensis
- Anommatus anabelae
- Anommatus davidi
- Anommatus duodecimstriatus
- Anommatus grandis
- Anommatus maderensis
- Anommatus ramiroi
- wydolak[6] (Bothrideres bipunctatus)
- Teredus cylindricus

### Wygłodkowate(Endomychidae)
W Portugalii stwierdzono m.in.:
- Displotera maderae
- Holoparamecus depressus
- Holoparamecus niger
- Holoparamecus singularis
- Lycoperdina bovistae
- Merophysia carmelitana
- Mycetaea subterranea
- Symbiotes gibberosus

### Wygonakowate(Ochodaeidae)
W Portugalii stwierdzono m.in.:
- Ochodaeus pocadioides

### Wymiecinkowate(Latridiidae)
W Portugalii stwierdzono m.in.:

- Adistemia watsoni
- Cartodere bifasciata
- Cartodere constricta
- Cartodere nodifer
- Cartodere satelles
- Corticaria crenulata
- Corticaria elongata
- Corticaria fagi
- Corticaria fulva
- Corticaria inconspicua
- Corticaria maculosa subsp. maculosa
- Corticaria longicollis
- Corticaria impressa
- Corticaria pilosula
- Corticaria pubescens
- Corticaria serrata
- Corticaria umbilicata
- Corticarina curta
- Corticarina delicatula
- Corticarina minuta
- Corticarina rotundipennis
- Corticarina similata
- Cortinicara gibbosa
- Dienerella argus
- Dienerella elegans
- Dienerella ruficollis
- Dienerella schueppeli
- Dienerella vincenti
- Enicmus histrio
- Enicmus rugosus
- Enicmus transversus
- Latridius assimilis
- Latridius minutus
- Latridius porcatus
- Melanophthalma angulata
- Melanophthalma cantabrica
- Melanophthalma distinguenda
- Melanophthalma extensa
- Melanophthalma fuscipennis
- Melanophthalma sericea
- Metophthalmus asperatus
- Metophthalmus exiguus
- Metophthalmus occidentalis
- Metophthalmus sculpturatus
- Stephostethus productus

### Zadrzewkowate(Erotylidae)
W Portugalii stwierdzono m.in.:
- Triplax cyanescens
- Triplax marseuli

### Zalęszczycowate(Oedemeridae)
W Portugalii stwierdzono m.in.:
- Alloxantha fulva
- Anogcodes seladonius subsp. seladonius
- Chitona connexa
- Chrysanthia reitteri
- Chrysanthia superba
- Nacerdes melanura
- Oedemera barbara
- Oedemera crassipes
- Oedemera femoralis subsp. femoralis
- zalęszczyca kózkowata (Oedemera flavipes)
- zalęszczyca drobna (Oedemera lurida) subsp. lurida
- Oedemera marmorata
- Oedemera nobilis
- Oedemera pthysica
- zalęszczyca żółtawa (Oedemera podagrariae) subsp. podagrariae
- Oedemera simplex
- Oedemera unicolor
- Stenostoma lowei
- Stenostoma rostratum subsp. rostratum

### Zatęchlakowate(Cryptophagidae)
W Portugalii stwierdzono m.in.:

- Atomaria alternans
- Atomaria apicalis
- Atomaria atricapilla
- Atomaria barani
- Atomaria gibbula subsp. gibbula
- Atomaria gutta
- Atomaria insecta
- Atomaria laticollis
- Atomaria munda
- Atomaria nigripennis
- Atomaria nigrirostris
- Atomaria nigriventris
- Atomaria pusilla
- Atomaria rhenonum
- Atomaria rubida
- Atomaria scutellaris
- Atomaria unifasciata
- Cryptophagus cellaris
- Cryptophagus cylindrellus
- Cryptophagus distinguendus
- Cryptophagus dilutus
- Cryptophagus fasciatus
- Cryptophagus laticollis
- Cryptophagus nitiduloides
- Cryptophagus pubescens
- Cryptophagus saginatus
- Cryptophagus scutellatus
- Ephistemus globulus
- Ephistemus reitteri
- Hypocoprus latridioides
- Micrambe abietis
- Micrambe perrisi
- Micrambe ulicis
- Micrambe woodroffei